# Punk rock
Vous lisez un « article de qualité » labellisé en 2008.
Pour les articles homonymes, voir Punk.
Sous-genres
Anarcho-punk, anti-folk, Chicano punk, crust punk, death rock, deathcountry, funkcore, garage punk, horror punk, jazz punk, new wave, Oi!, post-punk, pop punk, psychobilly, punk folk, punk hardcore, hardcore mélodique, street punk, ska punk, skate punk, sludge metal
Genres associés
Grunge, rock alternatif, rock indépendant
Le punk rock est un genre musical dérivé du rock, ayant émergé au milieu des années 1970 et associé au mouvement punk de cette même époque. Précédé par une variété de musique protopunk des années 1960 et du début des années 1970, le punk rock se développe surtout entre 1974 et 1976 aux États-Unis, au Royaume-Uni et en Australie. Des groupes comme les Ramones, les Sex Pistols, et The Saints sont reconnus comme les pionniers d'un nouveau mouvement musical.
Les groupes de punk rock, s'opposant à la lourdeur qu'ils jugent excessive et à l'institutionnalisation du rock populaire des années 1970, créent une musique rapide et rude, généralement servie par des chansons de courte durée, une instrumentation simplifiée et des paroles souvent chargées de messages politiques ou nihilistes. Le mouvement punk, associé au genre, exprime une rébellion jeune et est caractérisé par des styles vestimentaires distinctifs, une variété d'idéologies anti-autoritaires et une attitude do it yourself (« fait maison »).
Le punk rock devient rapidement un phénomène culturel majeur au Royaume-Uni. En majorité, les racines du punk se trouvent dans des scènes locales qui ont eu tendance à rejeter toute connexion avec les courants musicaux dominants. Pendant les années 1980, des styles encore plus rapides et agressifs, tels que le punk hardcore et la oi!, ont évolué et sont devenus une composante importante du paysage punk. Des musiciens s'identifiant ou s'inspirant du punk rock lui ont permis de s'élargir et se diversifier. Ces pratiques ont notamment donné naissance au mouvement rock alternatif. À partir du milieu des années 1990, de nouveaux groupes de punk rock comme Green Day, Blink-182, The Offspring offrent au genre une nouvelle popularité plusieurs décennies après son émergence, mais sont dénigrés par une grande partie du mouvement punk qui les accuse d'avoir institutionnalisé et rendu « commercial » le style, sans partager les valeurs de base.

## Caractéristiques

### Philosophie

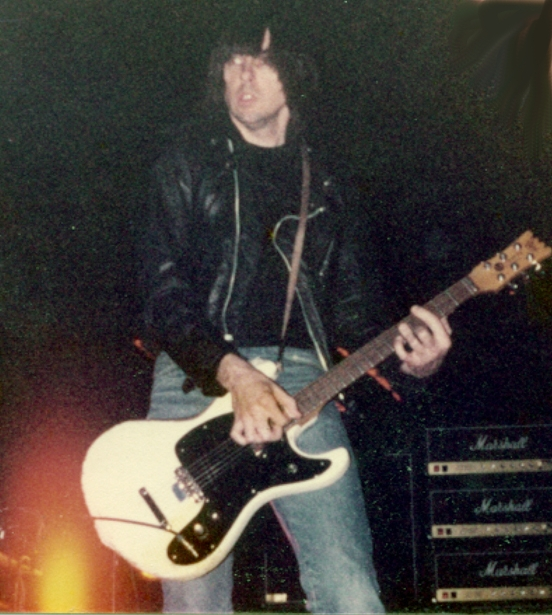
Johnny Ramone des Ramones en concert en 1983.

La première vague de punk rock a eu pour but d'être agressivement moderne, s'écartant de la musique sentimentale du rock du début des années 1970. D'après Tommy Ramone, le batteur des Ramones : « Dans sa forme initiale, beaucoup des trucs des années 60 étaient innovants et excitants. Malheureusement, ce qu'il se passe c'est que les gens qui ne pouvaient pas tenir une bougie aux goûts de Hendrix commencèrent à s'en aller. Peu après il y avait des solos sans fin qui n'allaient nulle part. Déjà en 1973, je savais que ce dont il y avait besoin c'était du rock 'n' roll pur, nu, et sans conneries insensées ». John Holmstrom, éditeur et fondateur du fanzine Punk, se souvient avoir pensé que « le punk rock devait arriver car la scène rock de l'époque était devenue si docile que des artistes comme Billy Joel et Simon and Garfunkel se faisait catégoriser dans le rock and roll, alors que pour moi et d'autres fans, le rock and roll signifiait cette musique sauvage et rebelle ». D'après la description du critique musical Robert Christgau, « c'était aussi une sous-culture qui rejetait dédaigneusement l'idéalisme politique et l'absurdité flower-power du mythe hippie ». Patti Smith, au contraire, suggère dans son documentaire 25 Years of Punk que les hippies et les punks sont tous deux liés par une mentalité contestataire commune. Dans certains événements, certaines figures du punk rock affichent non seulement le rejet du rock grand public et de la culture à laquelle il est rattaché, mais aussi de leurs propres prédécesseurs. The Clash, par exemple, déclare : « Pas d'Elvis, de Beatles, ou de Rolling Stones en 1977 ». L'année précédente, lorsque la révolution punk rock commence en Grande-Bretagne, est censée être une « Année Zéro » à la fois musicale et culturelle. Bien que la nostalgie ait été abandonnée, beaucoup d'artistes de la scène adoptent une attitude nihiliste qui peut être résumée par le slogan des Sex Pistols, « No Future » (« Pas d'avenir »).

### Musicalité
Les groupes de punk rock ont souvent imité les structures et arrangements musicaux simplistes du garage rock des années 1960,. Cette importance accordée à l'accessibilité illustre l'idéologie DIY du punk rock en contraste avec celle des artistes rock qui implémentent dans leur musique des effets sonores et technologiques pour répondre à la demande du public du milieu des années 1970,. En décembre 1976, le fanzine anglais Sideburns publie une illustration de trois accords, avec pour légende : « Voilà un accord, en voilà un autre, en voilà un troisième. Maintenant formez un groupe ».
L'instrumentation typique du punk rock inclut une ou deux guitares électriques, une basse, et une batterie, ainsi que du chant. Aux débuts du punk rock, la virtuosité musicale est souvent laissée en arrière-plan. D'après John Holmstrom, le punk rock est « du rock and roll fait par des gens qui n'avaient pas beaucoup de compétences en tant que musiciens mais qui ressentaient le besoin de s'exprimer à travers la musique ». Les chansons de punk rock ont tendance à être plus courtes que celles d'autres genres populaires — sur l'album éponyme des Ramones, par exemple, la moitié des quatorze titres ne durent pas plus de deux minutes. La plupart des premières chansons de punk rock gardent la structure de composition couplet-refrain propre au rock 'n' roll et une signature rythmique de 4/4. Malgré cela, les groupes de punk rock de la seconde vague du mouvement ont souvent rejeté ce format. D'après la description du critique musical Steven Blush : « Les Sex Pistols étaient toujours du rock 'n' roll... comme la version la plus folle de Chuck Berry. Le hardcore fut le départ le plus brusque de cela. Ce n'était pas du rock couplet-refrain. Ça chassait toute notion de ce que la composition de chansons doit être. C'est sa propre forme ».
Le chant dans le punk rock peut parfois sembler nasal, et les paroles sont souvent criées plutôt que chantées dans un sens plus conventionnel, en particulier dans les styles hardcore. L'approche vocale est caractérisée par un manque de variété ; les changements de notes, de volumes, ou de styles de tons sont relativement rares — la piste « Johnny Rotten » des Sex Pistols étant une exception notable,. Les solos de guitare complexes sont généralement considérés comme superflus, bien que les solos basiques soient courants. Les partitions de guitare ont tendance à inclure des power chords ou des barrés soumis à de hauts niveaux de distorsion, ce qui crée un son caractéristique décrit par Christgau comme un « bourdon de scie circulaire ». Quelques groupes de punk rock se sont inspirés du surf rock avec un ton de guitare plus léger. Une approche agressive et sauvage est parfois employée, un style qui s'étend depuis Robert Quine, guitariste du groupe de punk rock The Voidoids, jusqu'à The Velvet Underground, en passant par les enregistrements des années 1950 de Ike Turner. Les partitions de basse sont assez simples ; l'approche essentielle étant un rythme forcé et répétitif. Quelques bassistes de punk rock comme Mike Watt ont néanmoins mis l'accent sur des partitions plus techniques. Les bassistes de punk rock utilisent généralement un plectre plutôt que le picking en raison de la succession rapide de notes, qui rend le picking difficile. Plusieurs groupes de punk rock utilisent des lignes de basse plus complexes et mélodiques, parfois inspirées du ska, par exemple chez Paul Simonon (The Clash) ou Matt Freeman (Rancid).
La batterie a généralement un son lourd et sec et consiste généralement en une installation minimale. En comparaison avec les autres formes de rock, la syncope est beaucoup moins présente dans le punk rock. Les partitions de batterie dans le hardcore ont tendance à être exceptionnellement rapides. La production reste assez minimaliste, avec des pistes parfois enregistrées avec un magnétophone. En règle générale, l'objectif est de garder le son enregistré sans manipulations ultérieures, de façon qu'il reflète l'authenticité d'un concert.

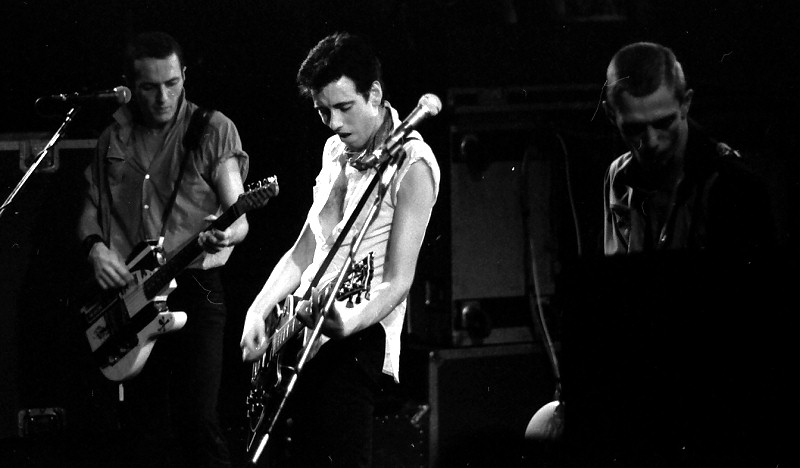
The Clash en concert en 1980.

Les textes des chansons de punk rock sont généralement d'une nature de confrontation ; en comparaison avec les autres genres musicaux populaires, elles commentent souvent des affaires sociales et politiques. Des chansons comme Career Opportunities de The Clash ou Right to Work de Chelsea parlent du chômage et la réalité parfois triste de la vie urbaine. Le but central est de scandaliser et de choquer le grand public, en particulier dans les premiers groupes de punk britanniques. Les classiques des Sex Pistols Anarchy in the U.K. et God Save the Queen dénigrent ouvertement le système politique britannique et ses mœurs sociales. La représentation caractéristique et anti-sentimentale du sexe et des relations entre personnes du sexe opposé est abordée, comme dans Love Comes in Spurts, écrit par Richard Hell et enregistré avec les Voidoids. L'anomie, exprimée de manières diverses et variées dans les vers de Blank Generation de Richard Hell et dans la crudité de Now I Wanna Sniff Some Glue des Ramones, est un thème courant. Identifier le punk à ces sujets vient à rejoindre l'avis exprimé par V. Vale, le fondateur de Search and Destroy : « Le punk était une révolution culturelle totale. C'était une confrontation active avec le côté obscur de l'histoire et de la culture, une imagerie de droite, des tabous sexuels, et une approche plus profonde que ce qu'avait fait n'importe quelle génération ». Mais beaucoup de paroles du punk rock se rapprochent plus des thèmes du rock traditionnel, comme la drague, le chagrin d'amour, et la détente entre amis. Cette approche peut être vue dans la simplicité agressive du classique des Ramones I Wanna Be Your Boyfriend ainsi que dans les paroles des groupes de pop punk plus récents.

### Éléments visuels et autres

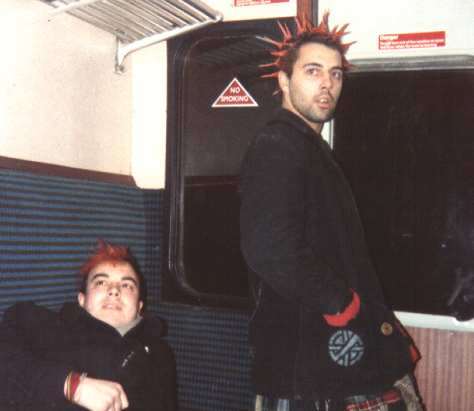
Punks du milieu des années 1980.

Le style vestimentaire des musiciens de punk rock classique se compose d'un tee-shirt, d'un perfecto, et jeans. Cet ensemble est comparable à celui des greasers américains, associés à la scène rockabilly, ainsi qu'à celui des rockers britanniques des années 1960. La couverture du premier album des Ramones, sorti en 1976, contient une photographie du groupe, prise par la photographe Roberta Bayley du magazine Punk, qui met en avant les éléments basiques d'un style qui a très vite été imité par des musiciens de rock, qu'ils jouent du punk ou non. L'apparence plus androgyne de Richard Hell est une influence majeure pour le manager des Sex Pistols, Malcolm McLaren, puis pour le style punk anglais en général,. Les styles vestimentaires des femmes punk peuvent varier entre « le matériel sadomasochiste de Siouxsie Sioux et l'androgynie franche et directe de [Patti] Smith ». Ce deuxième style est beaucoup plus efficace sur les styles du public féminin fan du genre. Avec le temps, les tatouages, les piercings et les accessoires en métal ou à piques sont devenus des éléments de plus en plus communs de la mode punk à la fois chez les fans et chez les musiciens. La coiffure typique pour les hommes punks était au départ courte, mais à la suite de l'émergence de la crête iroquoise, ce dernier style devient caractéristique du punk. Beaucoup de fans et de musiciens de la scène hardcore adoptent le style skinhead,.
Le style d'expression scénique des musiciens de punk ne se sépare pas particulièrement des positions macho parfois associés au rock et les musiciennes de punk se distinguent plus clairement des autres styles. Le musicien John Strohm suggère qu'elles ont fait de la sorte en affichant une image vue comme étant masculine : « Elles adoptaient une posture coriace et masculine plus influencée par les principes machos des groupes de garage des années 1960 que l'image bad girl de groupes comme The Runaways ». Le musicien Dave Laing décrit comment la bassiste Gaye Advert adopte des éléments de mode associés aux musiciens hommes uniquement pour générer un personnage scénique qui serait difficilement considéré « sexy ». Laing passe en revue les styles scéniques plus innovants et ambitieux, comme les approches déroutantes de Siouxsie Sioux, Ari Up de The Slits, Poly Styrene de X-Ray Spex et de Nina Childress des Lucrate Milk.
Le manque de syncope donne naissance à la danse punk dans plusieurs formes, le style caractéristique étant originellement le pogo. Avant que Sid Vicious ne devienne le bassiste des Sex Pistols, il est à l'origine du pogo au Royaume-Uni en tant que spectateur dans un concert. Le mosh, quant à lui, est fréquent aux concerts de punk hardcore. Le manque de rythmes de danse conventionnels est un facteur central dans la limite du succès et de l'impact commercial du punk dans les médias populaires.
Éliminer la distance, et parfois même la distinction, entre les musiciens et le public est central dans l'éthique du punk. La participation des fans aux concerts est donc importante ; pendant le premier âge d'or du mouvement, les musiciens provoquent souvent les fans d'un air de confrontation. Des groupes de la première vague de punk comme les Sex Pistols et The Damned insultaient et provoquaient leur public dans le but de générer des réactions intenses. Laing identifie trois réactions majeures du public à ces provocations : le lancer de canettes, l'invasion de la scène, et le crachat. Dans le hardcore, l'invasion de la scène précède souvent le stage diving. En plus des nombreux fans qui ont créé leurs propres groupes (ou, comme dans le cas de Sid Vicious, rentrent dans des groupes déjà existants), les membres du public sont devenus des participants importants de la scène grâce à beaucoup de périodiques amateurs. D'après Laing, le punk en Angleterre est « le premier genre musical à donner naissance à des fanzines en si grand nombre ».

## Prémices

### Garage rock et mods
Du début au milieu des années 1960, des groupes de garage rock, qui seront plus tard reconnus comme les géniteurs du punk rock, commencent à émerger dans différentes régions d'Amérique du Nord. The Kingsmen, un groupe de garage rock de Portland, dans l'Oregon, connaissent le succès grâce à leur reprise de Louie Louie, qui est cité comme « l'urtext ayant défini le punk rock ». Le son minimaliste de beaucoup de groupes de garage rock est influencé par la branche la plus marginalisée de la British Invasion. Les singles de The Kinks You Really Got Me et All Day and All of the Night, tous deux sortis en 1964, ont été décrits comme étant des « prédécesseurs du genre à trois accords — I Don't Want You des Ramones, par exemple, était du pur Kinks-par-procuration ». En 1965, The Who progressent rapidement après leur premier single, I Can't Explain puis avec My Generation. Bien que le titre My Generation n'ait pas eu de grand impact sur les hit-parades américains, l'hymne mod des Who annonce l'arrivée prochaine de ce qui deviendrait le punk rock britannique. John Reed décrit l'émergence des Clash comme étant « une balle dense en énergie avec à la fois une image et une rhétorique qui rappelle l'obsession de Pete Townshend pour la vitesse et le pop art ». The Who et d'autres mods comme The Small Faces étaient parmi les rares groupes de rock cités par les Sex Pistols en tant qu'influence sur leur musique.

### Protopunk

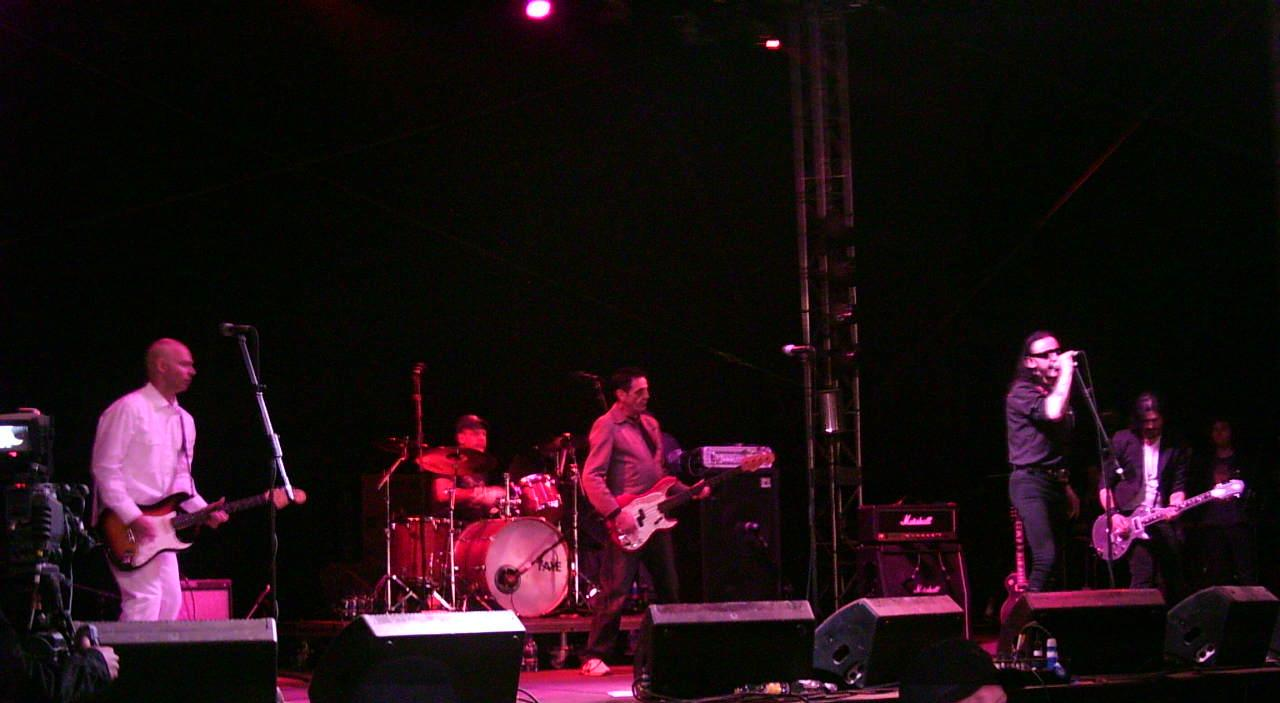
MC5 en concert au Download Festival en 2005.

1969 voit la sortie des premiers albums de deux groupes du Michigan, qui sont généralement vus comme étant des albums fondamentaux du protopunk. En janvier, le groupe de Détroit MC5 sort Kick Out the Jams. « Musicalement, le groupe est intentionnellement vulgaire et agressivement cru », décrit le critique musical Lester Bangs dans Rolling Stone : « La plupart des chansons sont à peine distinguables les unes des autres dans leurs structures primitives à deux accords. Vous avez déjà entendu tout ça de la part de groupes notoires comme The Seeds, Question Mark and the Mysterians, et The Kingsmen. La différence ici... est dans l'excitation, la superposition épaisse entre révolution adolescente et cette énergie totale qui dissimule ces trop nombreux clichés et vilains sons... I Want You Right Now sonne exactement (même au niveau des paroles) comme une chanson appelée I Want You par The Troggs, un groupe britannique qui ramenait une image similaire du sexe-et-du-son-cru il y a quelques années (vous souvenez-vous de Wild Thing ?). »

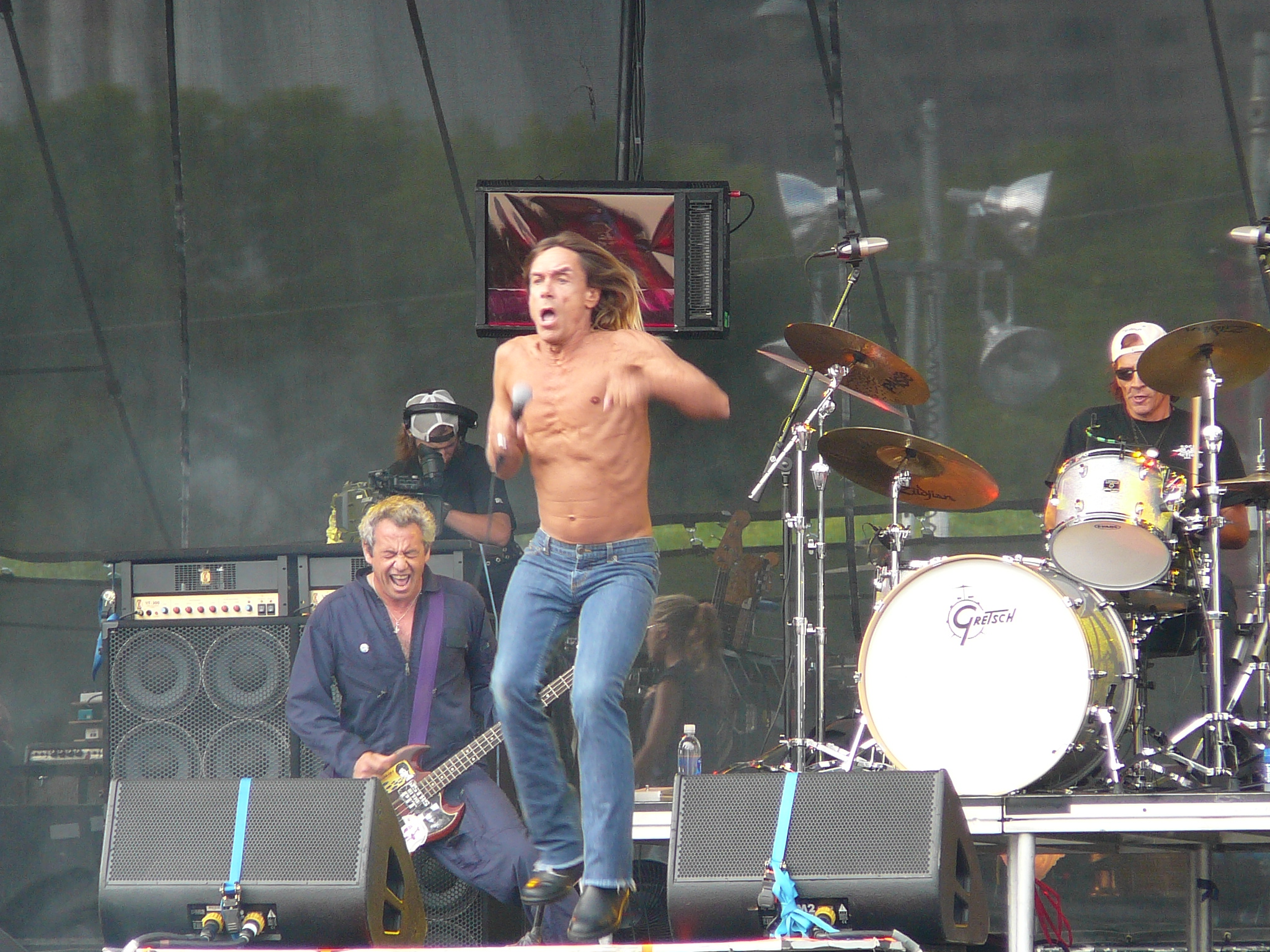
The Stooges en concert en 2007.

En août de la même année, The Stooges, un groupe originaire de Ann Arbor, commence sa carrière avec un album éponyme. D'après le critique de rock Greil Marcus, le groupe, mené par le chanteur Iggy Pop, crée « le son de la Airmobile de Chuck Berry après que des voleurs l'ont dépouillé de ses pièces ». L'album est produit par John Cale, un ancien membre du groupe de rock expérimental new-yorkais The Velvet Underground. Après avoir gagné la réputation de « premier groupe de rock underground », The Velvet Underground a inspiré, que ce soit directement ou indirectement, beaucoup des artistes impliqués dans la création du punk rock.
Au début des années 1970, les New York Dolls mettent à jour l'attitude sauvage du rock 'n' roll original des années 1950 avec une approche qui fut plus tard associée au glam punk. Le duo new-yorkais Suicide joue de la musique minimaliste et expérimentale avec une attitude scénique inspirée des Stooges. Au Coventry club du borough de Queens, à New York, The Dictators utilisent le rock pour véhiculer une attitude humoristique.
À Boston, The Modern Lovers, menés par le chanteur Jonathan Richman, sont remarqués pour leur style minimaliste. En 1974, une nouvelle scène garage rock commence à se développer dans le club Rathskeller sur Kenmore Square. Les Real Kids font partie des groupes influents, un groupe fondé par John Felice des Modern Lovers, ainsi que Willie Alexander and the Boom Boom Band, dont le leader est ancien membre des Velvet Underground pendant quelques mois en 1971, et Mickey Clean and the Mezz,,.
Dans l'Ohio, une petite mais influente scène underground émerge avec des groupes comme Devo (originaire d'Akron), Electric Eels (originaire de Cleveland), Mirrors, et Rocket from the Tombs. En 1975, Rocket from the Tombs se sépare en deux groupes : Pere Ubu et The Dead Boys. The Electric Eels et Mirrors se séparent aussi, et le groupe The Styrenes émerge de ces dissolutions,.

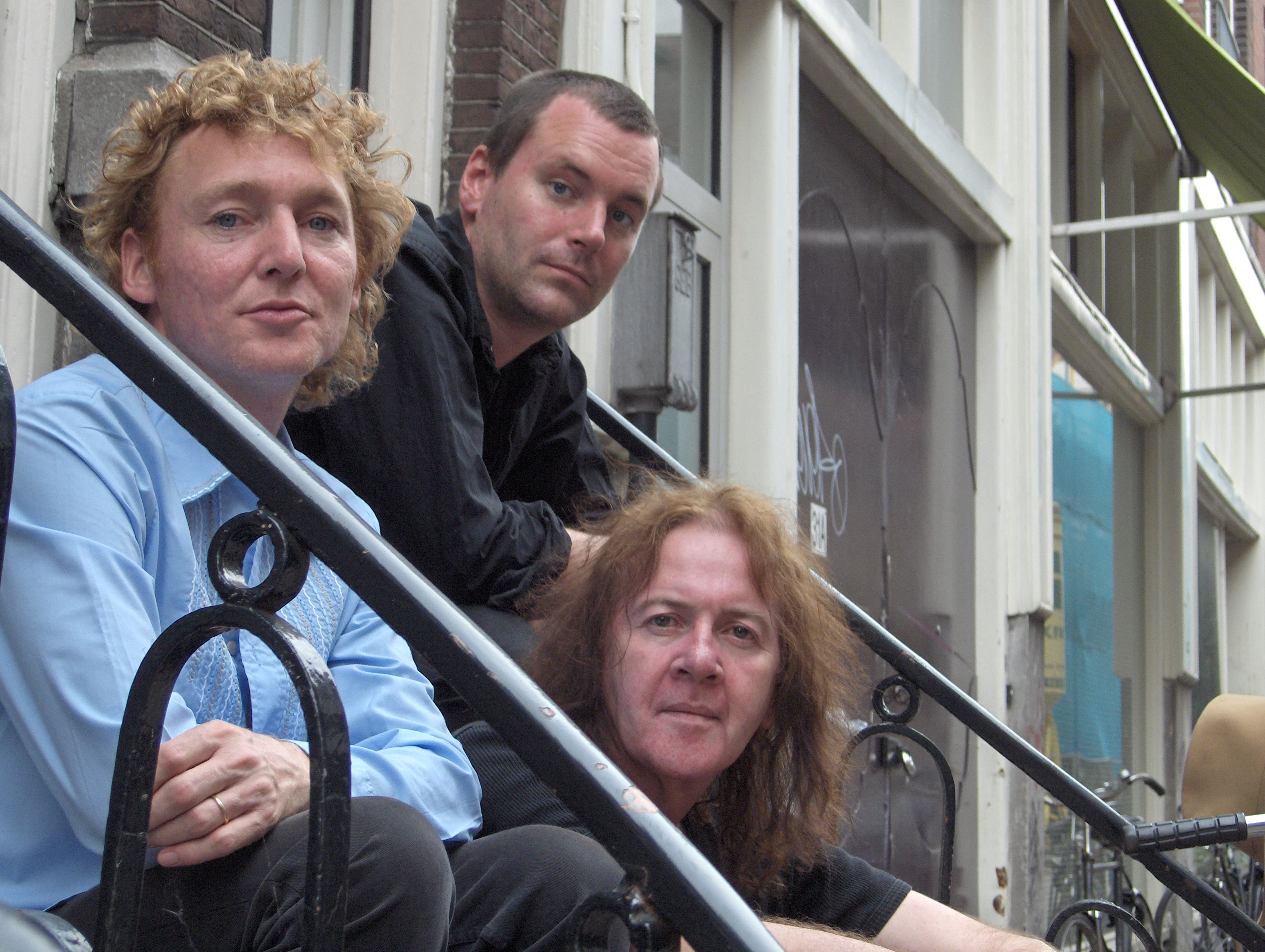
The Saints sont l'un des représentants du punk rock en Australie.

Le groupe britannique The Deviants, vers la fin des années 1960, joue un style psychédélique avec une touche anarchique et satirique qui a inspiré les Sex Pistols dix ans plus tard. En 1970, le groupe devient les Pink Fairies à la suite du départ de Mick Farren, et joue de la musique d'un style similaire. Avec le personnage de Ziggy Stardust, David Bowie utilise l'artifice et l'exagération en tant qu'éléments centraux ; cette pratique est réutilisée par les Sex Pistols parmi d'autres groupes de punk rock. Les groupes de la scène pub rock londonienne limitent leur musique à des arrangements basiques avec un rock 'n' roll influencé par le rhythm and blues. En 1974, l'un des groupes les plus influents du mouvement, Dr. Feelgood, est en train de paver le chemin pour d'autres groupes comme The Stranglers et Cock Sparrer qui joueraient plus tard un rôle important dans l'explosion du punk. Parmi les groupes de pub rock qui ont marqué l'année, The 101'ers en fait partie, son chanteur est alors Joe Strummer.
Des groupes qui anticipent le mouvement en formation apparaissaient à Düsseldorf, en Allemagne de l'Ouest, où le groupe de protopunk NEU!, formé en 1971, lance la tradition Krautrock suivie par des groupes comme Can.
Au Japon, le groupe contestataire Zunō Keisatsu (signifiant « la police du cerveau ») mélangea le garage rock psychédélique avec de la musique folklorique. Ce groupe est souvent confronté à la censure, leur scène ayant au moins une fois été le lieu de masturbation publique.
Une nouvelle génération de groupes de garage rock australiens, inspirés en grande partie par les Stooges et MC5, se rapproche du son qui serait bientôt appelé punk. À Brisbane, The Saints répliquent le son cru du groupe britannique The Pretty Things, qui fait une tournée mémorable en Australie et en Nouvelle-Zélande en 1965. C'est à cette époque que Radio Birdman, cofondé en 1974 par l'expatrié Deniz Tek (originaire de Détroit), joue des petits concerts à un public restreint à Sydney.

### Origine du terme

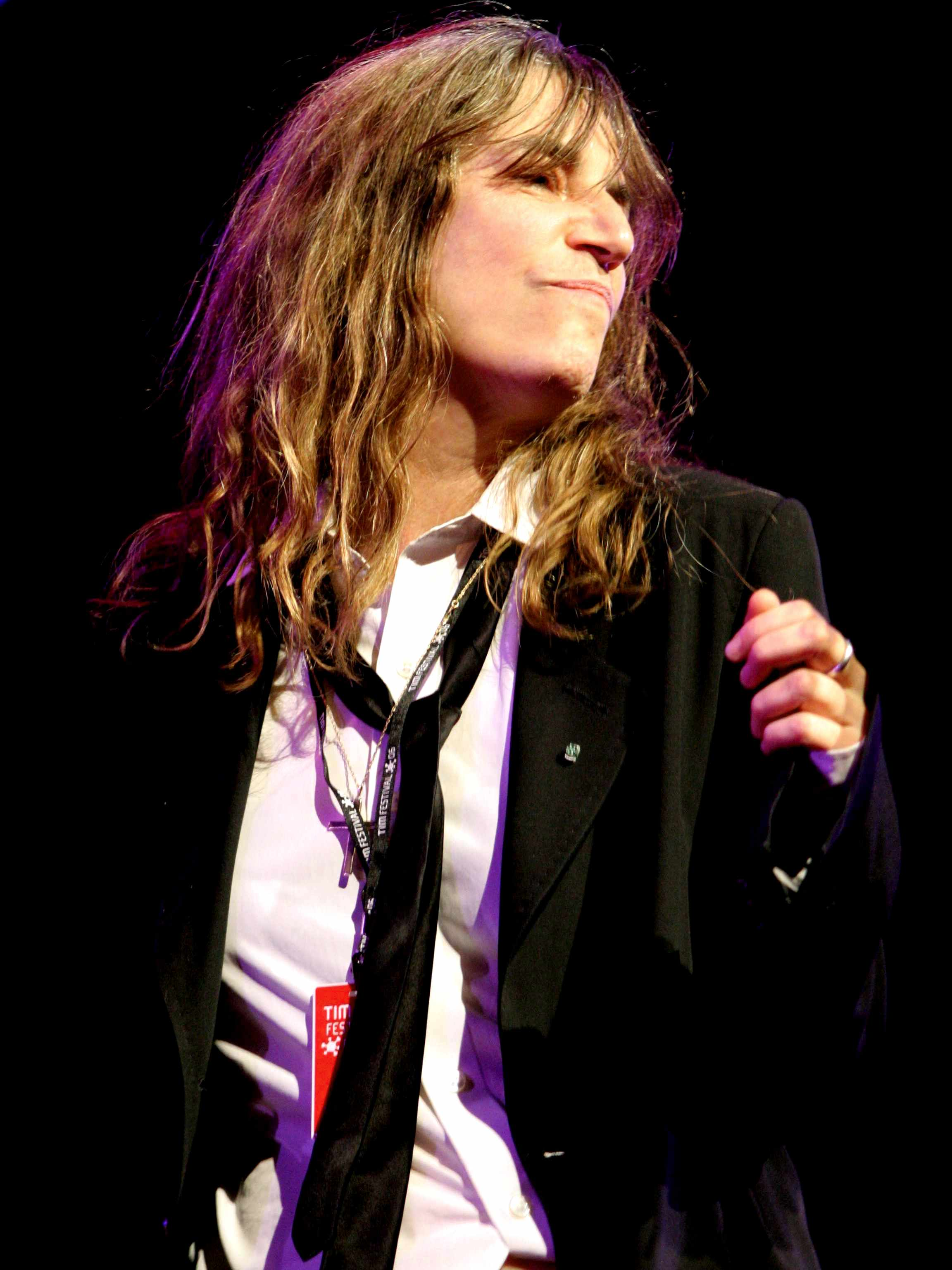
Patti Smith prend part à la formation du mouvement, et est appelée la « marraine du punk ».

Aux États-Unis, avant les années 1970, le mot « punk », d'une étymologie obscure et vieux de plusieurs siècles, est utilisé communément pour décrire « un jeune escroc, un gangster, un voyou, ou un truand ». Legs McNeil, cofondateur du magazine Punk, explique : « À la télévision, si vous regardiez des séries de flics, comme Kojak ou Baretta, quand les flics attrapaient finalement le tueur en série, ils lui disaient « sale punk ». C'était comme ça que les professeurs t'appelaient. Ça signifiait que tu étais le moins puissant. » Le premier usage connu du terme « punk rock » apparaît dans le Chicago Tribune du 22 mars 1970 et est attribué à Ed Sanders, cofondateur du groupe new-yorkais The Fugs. Sanders y est cité en décrivant un de ses albums solo comme étant « du punk rock — de la sentimentalité de plouc ». Dans l'édition de décembre 1970 de Creem, Lester Bangs, souhaitant se moquer des musiciens de rock populaires, qualifie ironiquement Iggy Pop de « stooge punk ». Alan Vega de Suicide affirme que cet usage du terme lui a donné l'idée de qualifier ses concerts de « messes punk ».
Dave Marsh est le premier critique musical à employer le terme « punk rock ». Dans l'édition de mai 1971 de Creem, il décrit ? and the Mysterians comme étant les auteurs d'une « exposition majeure du punk rock ». En juin 1972, le fanzine Flash contient un classement de dix albums des années 1960 appelé le Punk Top Ten. Cette même année, Lenny Kaye utilise le terme dans les notes du livret de la compilation Nuggets en référence aux groupes de garage rock des années 1960 comme The Standells, The Sonics, et The Seeds. Le fanzine Bomp! utilise le terme durant les années 1970, l'appliquant également aux groupes de rock psychédélique des années 1960. En mai 1973, Billy Altman lance le Punk Magazine,. Le bassiste Jeff Jensen des Real Kids se rappelle qu'à un concert de 1974, « un critique musical pour l'un des magazines de divertissement gratuits de l'époque nous avait vus et nous avait donné une très bonne critique, nous appelant un « groupe punk »... Nous nous sommes plus ou moins tous regardés les uns les autres et avons dit "C'est quoi, punk ?" ».
En 1975, « punk » est utilisé pour décrire des artistes aussi divers que le Patti Smith Group, Bay City Rollers, et Bruce Springsteen. Tandis qu'une scène se développait au CBGB's de New York et attirait l'attention, un nom devient nécessaire pour ce son en développement. Le propriétaire du club, Hilly Kristal, appelle le mouvement « street rock » (signifiant « rock de rue »). John Holmstrom affirme que le magazine The Aquarian Weekly est l'un des premiers à utiliser le terme « punk », « pour décrire ce qui se passe à CBGB's ». Au Royaume-Uni, Peter Hammill est le premier musicien à avoir mentionné le terme punk sur la pochette d'un album avec la publication de Nadir's Big Chance (février 1975). Le magazine de Holmstrom, McNeil, et de Ged Dunn, Punk, qui fait ses débuts fin 1975, est un élément crucial dans l'utilisation du terme. « Il était plutôt flagrant que le mot devenait très populaire », remarque Holmstrom quelques années plus tard. « Nous nous étions dit que nous devions prendre le nom avant que quelqu'un d'autre ne se l'approprie. Nous voulions nous débarrasser des conneries, de ne laisser que du rock 'n' roll. Nous voulions le retour de l'amusement et de l'enjouement ».

## Première vague

### New York

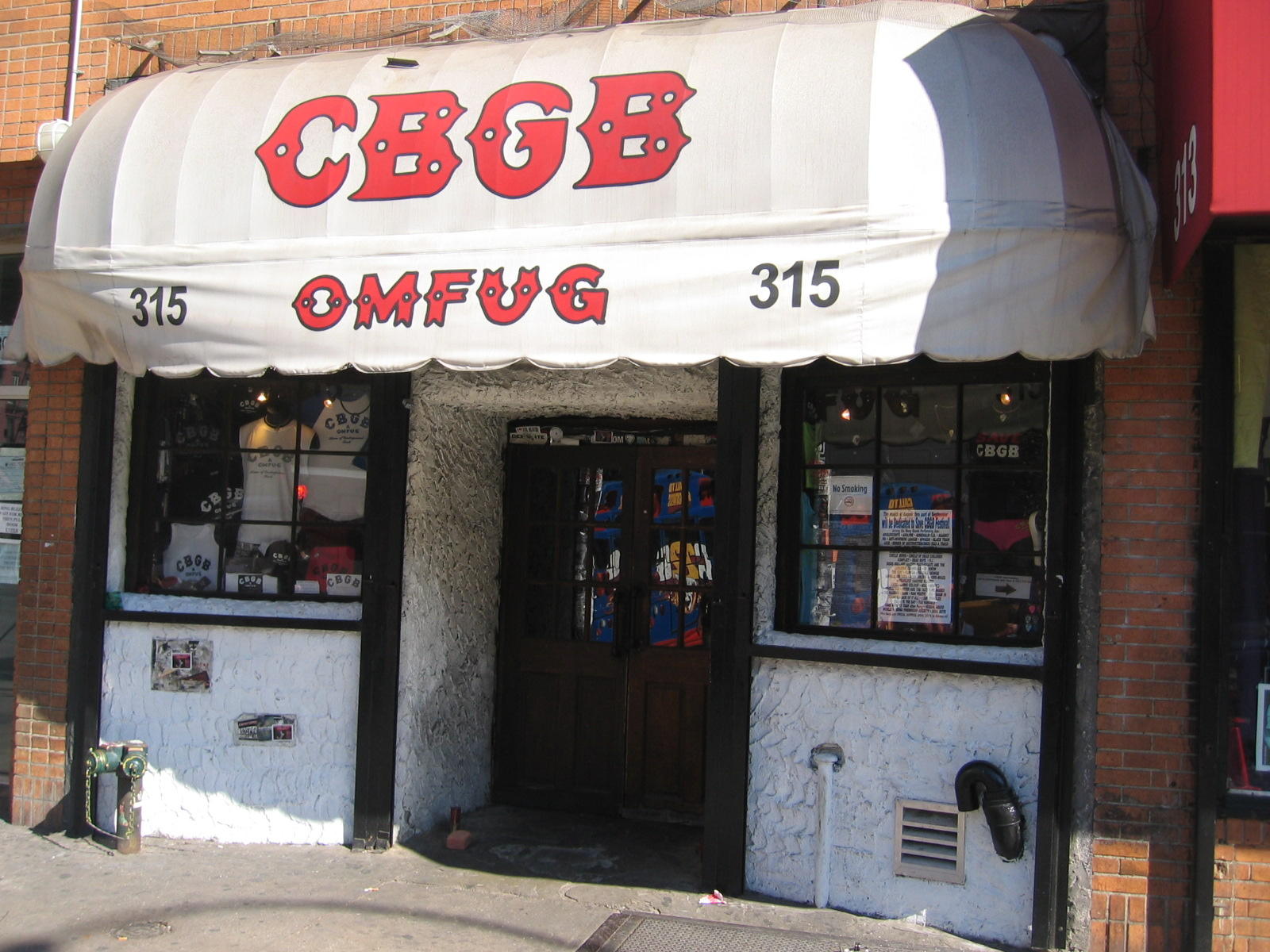
Façade du CBGB's, où une scène punk rock se développe durant les années 1970.

Les origines de la scène punk rock new-yorkaise remontent à des sources telles que la trash culture de la fin des années 1960 et le mouvement de rock underground centré autour du Mercer Arts Center de Greenwich Village, où les New York Dolls ont joué. Au début de 1974, une nouvelle scène commence à se développer autour du club CBGB's, lui aussi dans le Lower Manhattan. En son centre se trouve le groupe Television, décrit par le critique musical John Walker comme étant « le groupe ultime de garage rock avec prétention ». Leurs influences varient de Roky Erickson, qui allie le garage rock et le rock psychédélique. Le chanteur et bassiste du groupe, Richard Hell, crée un style vestimentaire avec des cheveux taillés et irréguliers, des tee-shirts déchirés, et des blousons en cuir noir. Cela est vu par beaucoup comme étant la fondation du style vestimentaire du punk rock. En avril 1974, Patti Smith, une membre du public du Mercer Arts Center et une amie de Hell, vient au CBGB's pour la première fois pour voir le groupe jouer. En juin, elle enregistre le single Hey Joe / Piss Factory avec le guitariste de Television Tom Verlaine. Ce single, sorti sur le label Mer Records, fondé et dirigé par Patti Smith, prône une éthique do it yourself et est souvent cité comme l'un des premiers enregistrements de punk rock,,,. En août de cette même année, Smith et Television font des concerts ensemble dans un autre club new-yorkais, Max's Kansas City.

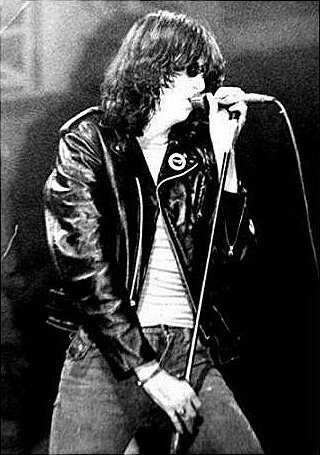
Joey Ramone, le chanteur des Ramones, fut l'un des personnages qui aida à définir le punk rock.

À plusieurs kilomètres de Lower Manhattan, à Forrest Hills, dans le Queens, les membres d'un groupe fraîchement formé commencent à adopter un nom de famille commun. S'inspirant de groupes aussi variés que les Stooges, les Beatles, les Beach Boys, et Herman's Hermits, les Ramones condensent le rock 'n' roll à un niveau primaire : « 1-2-3-4, criait le bassiste Dee Dee Ramone au début de chaque chanson, comme si le groupe pouvait à peine maîtriser les rudiments du rythme. » Le groupe joue son premier concert au CBGB's le 16 août 1974. Un autre groupe, Blondie, fait lui aussi ses débuts au CBGB's ce mois-là, ajoutant des influences disco et hip-hop à leur punk rock. Durant cette période et jusqu'à la fin de l'année 1974, les Ramones jouent soixante-quatorze concerts, chacun durant environ dix-sept minutes. The Dictators enregistrent à cette époque leur premier album, The Dictators Go Girl Crazy!, qui sort en mars 1975.
Au printemps 1974, Smith et Television restent pendant deux mois au CBGB's, ce qui attire une attention majeure sur le club. Pendant ce temps, Richard Hell écrit Blank Generation, qui deviendra plus tard un des hymnes emblématiques de la scène. Peu après, Hell quitte Television et fonde un groupe avec un son encore plus nu, The Heartbreakers, aux côtés de Johnny Thunders et Jerry Nolan, tous deux des ex-membres des New York Dolls. Le duo de Hell et de Thunders est décrit comme ayant « injecté une intelligence poétique dans l'auto-destruction déraisonnée ». En août, Television – maintenant avec Fred Smith, l'ancien bassiste de Blondie, qui remplaçait Hell – enregistrent un single, Little Johnny Jewel. Selon John Walker, l'enregistrement est l'« une pierre angulaire pour la scène new-yorkaise tout entière », sinon pour le mouvement punk rock en lui-même. D'après lui, le départ de Hell laisse le groupe « significativement réduit en matière d'agressivité ».

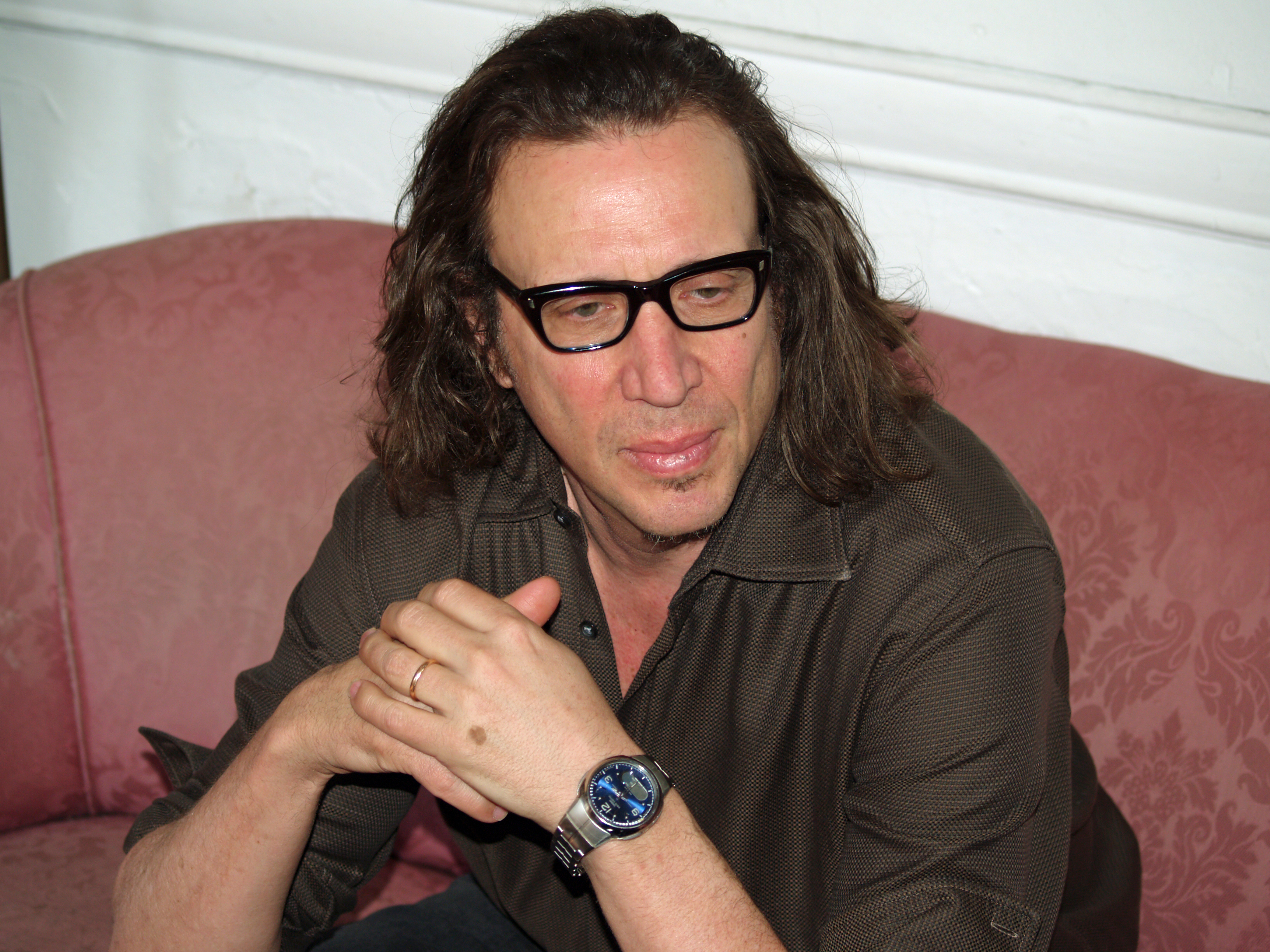
Richard Hell inspire particulièrement les musiciens de punk rock, notamment avec Blank Generation, qui devient un classique du punk rock.

D'autres groupes sont devenus eux aussi des habitués du CBGB's comme Mink DeVille et Talking Heads, qui viennent de Rhode Island. Suicide et le groupe mené par la chanteuse Wayne County, un autre ancien du Mercer Arts Center, sont quant à eux plus associés au Max's Kansas City qu'au CBGB's. Le premier album à émerger de cette scène sort en novembre 1975 : le premier album de Patti Smith, Horses, produit par John Cale du label major Arista Records.
La première édition du magazine Punk paraît en décembre de la même année. Le nouveau magazine regroupe plusieurs artistes qui inspireront le mouvement punk rock, comme le chanteur du Velvet Underground Lou Reed, les Stooges ou bien encore les New York Dolls aux côtés du groupe préféré des éditeurs, The Dictators, ainsi qu'une grande variété de nouveaux groupes centrés autour du CBGB's de New York et du Max's Kansas City,,,. Cet hiver, Pere Ubu vient à New York depuis Cleveland et joue aux deux clubs.
Début 1976, les Heartbreakers demandent le départ de Hell. Ce dernier fonde un nouveau groupe qui prendra plus tard le nom The Voidoids, et qui sera décrit comme étant « l'un des groupes rigoureusement intransigeants » de la scène. Le mois d'avril de cette même année voit la sortie du premier album des Ramones[réf. souhaitée]. D'après une description ultérieure : « Comme toutes les pierres angulaires culturelles, Ramones est accepté par une minorité perspicace et rejeté en tant que mauvaise blague par une majorité incompréhensive ». À la suite des demandes de Joey Ramone, le chanteur des Ramones, les membres du groupe de Cleveland Frankenstein migrèrent vers l'est pour rejoindre la scène new-yorkaise. Après avoir changé leur nom en Dead Boys, ils jouèrent leur premier grand concert au CBGB's en juillet,. En août, Ork sortit un EP enregistré par Hell et son nouveau groupe qui contenait le premier enregistrement de Blank Generation.
Le terme « punk » s'applique généralement à la scène d'une manière générale plutôt qu'au son lui-même. Les premiers groupes de punk new-yorkais affichent alors une grande variété d'influences. Au sein de cette scène, les Ramones, les Heartbreakers, Richard Hell and The Voidoids, et les Dead Boys ont établi un style musical distinct et défini ; même si leurs approches des paroles peuvent différer d'une extrême à l'autre — la franchise des Ramones à l'une, et la conscience de Hell à l'autre. Leur usage partagé de minimalisme et de vitesse, par contre, ne s'était pas encore imposé comme attribut caractéristique du punk rock.

### Australie
Au même moment, une sous-culture musicale similaire commence à prendre forme dans diverses parties d'Australie. Une scène se développe autour du groupe Radio Birdman et la Oxford Tavern, le club situé dans la banlieue de Sydney où le groupe joue régulièrement. En décembre 1975, le groupe gagne la RAM (Rock Australia Magazine)/Levi's Punk Band Thriller Competition,. En 1976, The Saints jouent dans des locaux de Brisbane, et découvrent que d'autres musiciens sont en train d'explorer des approches similaires dans d'autres parties du monde. Ed Kuepper, étant l'un des leaders des Saints, se rappellera plus tard : « Une chose dont je me souviens avoir été profondément déprimé était le premier album des Ramones. Quand je l'ai entendu [en 1976], je veux dire c'était un super disque... mais je le détestais car je savais que nous avions fait ce genre de truc pendant des années. Il y avait même une suite d'accords sur cet album que nous avions utilisée... et j'ai pensé : « Merde. On va penser qu'on s'est inspiré des Ramones », quand rien n'aurait pu être plus faux. »
De l'autre côté de l'Australie, à Perth, en Australie-Occidentale, le groupe Cheap Nasties, mené par le chanteur et guitariste Kim Salmon, se forme en août. En septembre, The Saints deviennent le premier groupe de punk rock en dehors des États-Unis à avoir sorti un disque, le single (I'm) Stranded. Comme pour le premier album de Patti Smith, le groupe finance lui-même, empaquète, et distribue les exemplaires du single,. (I'm) Stranded n'a pas de succès local spectaculaire, mais la presse musicale britannique le reconnaît comme un single innovant. À la suite de l'insistance de leurs supérieurs basés au Royaume-Uni, la branche australienne d'EMI propose un contrat aux Saints. Pendant ce temps, Radio Birdman sort un maxi autofinancé, Burn My Eye, en octobre. Le critique musical Ian McCaleb, de Trouser Press, décrira plus tard le disque comme étant « l'archétype de l'explosion musicale qui était sur le point d'arriver ».

### Royaume-Uni

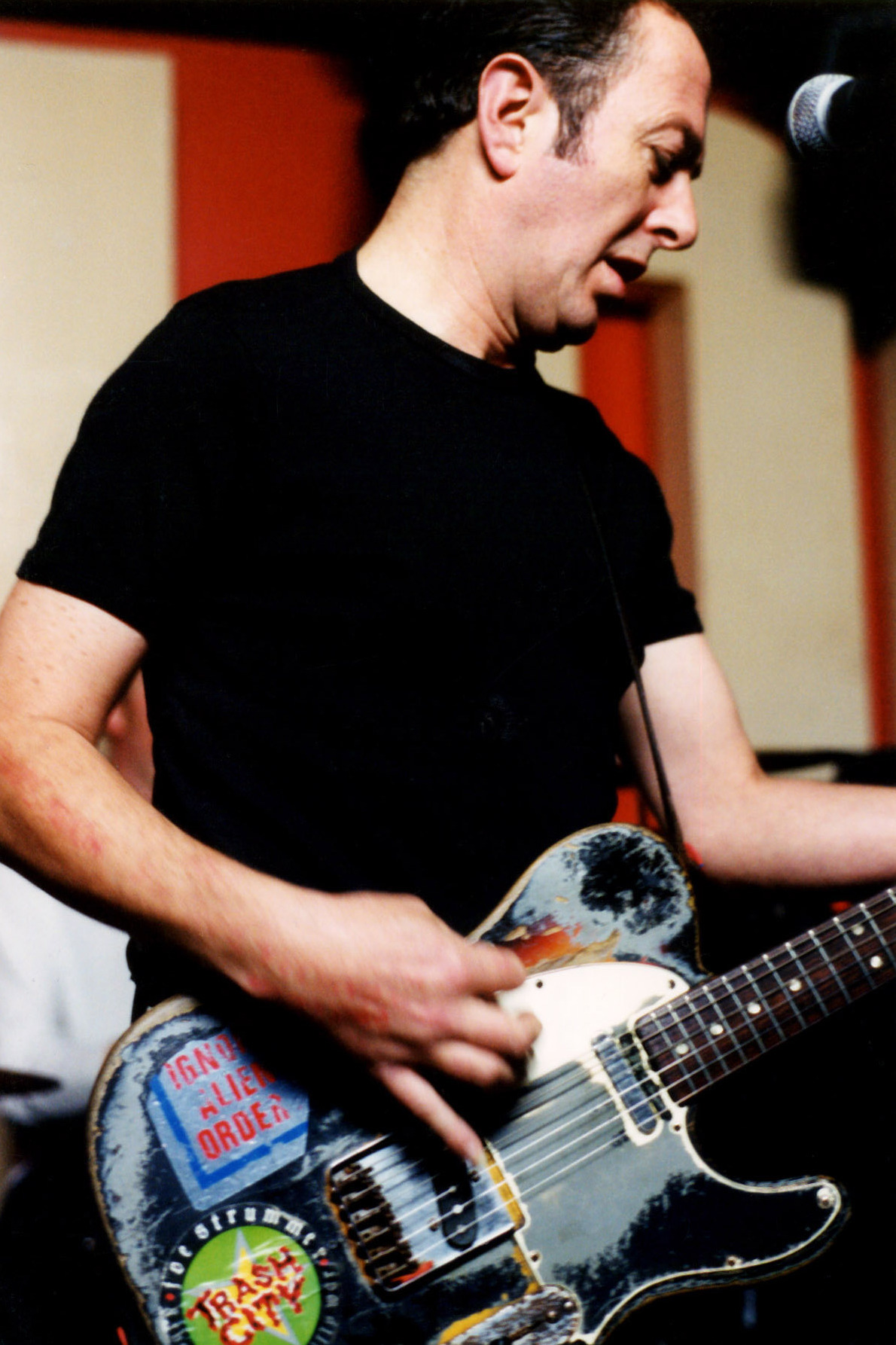
En 1976, Joe Strummer rejoint les Clash.

Après une brève période en tant que manager des New York Dolls, l'anglais Malcolm McLaren retourne à Londres en mai 1975, inspiré par la nouvelle scène dont il a été témoin au CBGB's. Il ouvre Sex, une boutique de vêtements spécialisée dans une « anti-mode » révoltante,,. Les membres d'un groupe appelé The Swankers sont parmi ceux qui fréquentent la boutique. En août, le groupe cherche un nouveau chanteur. Un autre habitué de la boutique, Johnny Rotten, postule et est embauché ; McLaren devient le manager du groupe. Adoptant un nouveau nom, le groupe joue son premier concert en tant que Sex Pistols le 5 novembre 1975, et attire une petite mais active communauté,. En février 1976, le groupe reçoit pour la première fois une couverture médiatique importante quand le guitariste Steve Jones déclare que les Sex Pistols sont plus concentrés dans le « chaos » que dans la musique. Le groupe provoque souvent les foules jusqu'à des quasi-émeutes. Johnny Rotten crie à un public : « [Je] parie que vous ne nous détestez pas plus que nous vous détestons ! ». McLaren voit alors Johnny Rotten et les Sex Pistols comme étant les joueurs centraux d'un nouveau mouvement de jeunes. Le critique musical Jon Savage décrit les membres du groupe comme incarnant « une attitude que McLaren nourrissait de nouvelles références : la politique radicale de la fin des années 1960, les éléments fétichistes sexuels... la sociologie ».
Bernard Rhodes, un ancien associé de McLaren et un ami des Pistols, essaie lui aussi de faire des stars d'un groupe musical : London SS. Au printemps 1976, le groupe se dissout, ce qui mène à la création de deux nouveaux groupes : The Damned et The Clash. Ce dernier groupe est rejoint par Joe Strummer, l'ancien chanteur et guitariste des 101'ers. Le 4 juin 1976, les Sex Pistols jouent au Free Trade Hall de Manchester ; un concert qui a été plus tard considéré comme l'un des concerts de rock les plus influents. Parmi le petit nombre de spectateurs, sont présents les organisateurs du concert, qui iront plus tard jouer sous le nom des Buzzcocks, ainsi que les futurs membres des groupes Joy Division, The Fall et The Smiths.

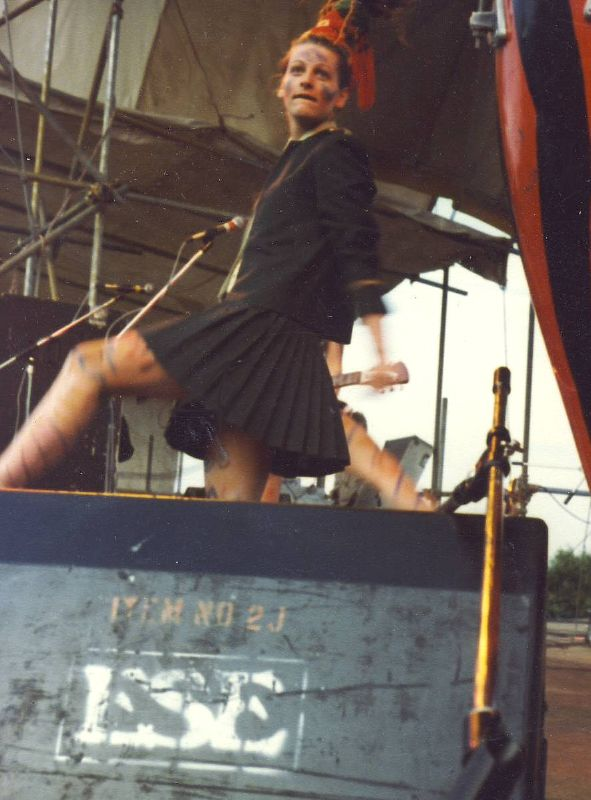
The Slits à l'Alexandra Palace en 1981.

En juillet, les Ramones traversent l'Atlantique pour deux concerts londoniens qui aident à faire grandir la scène punk britannique,. Le 4 juillet, ils jouent avec les Flamin' Groovies et les Stranglers devant une foule de 2 000 personnes au Roundhouse. Cette même nuit, The Clash font leurs débuts en jouant la première partie des Sex Pistols à Sheffield. Le lendemain, les membres des deux groupes vont à un concert des Ramones. La nuit du 6 juillet, The Damned jouent leur premier concert en jouant la première partie des Sex Pistols à Londres. D'après le critique musical Kurt Loder, les Sex Pistols mettent en avant un « nihilisme calculé et artistique, [tandis que] The Clash sont des idéalistes forcenés, des partisans d'une critique sociale d'extrême gauche qu'on pouvait comparer à... Woody Guthrie dans les années 1940 ». The Damned se forgèrent une réputation de « fêtards du punk ». Le premier fanzine de la scène londonienne apparut une semaine plus tard. Son titre, « Sniffin' Glue », était pris d'une chanson des Ramones, et son sous-titre, « And Other Rock 'n' Roll Habits For Punks », affirmait une connexion avec ce qui se passait à New York,.
Un autre concert des Sex Pistols à Manchester, cette fois ci le 20 juillet, avec comme première partie les Buzzcocks, donne encore plus d'élan à la scène britannique. En août, le soi-disant « premier festival de punk rock européen » a lieu à Mont-de-Marsan, dans le sud-ouest de la France. Eddie and the Hot Rods est le groupe mis le plus en avant, tandis que les Sex Pistols sont exclus pour « être allé trop loin » et The Clash refusent de participer par solidarité. Le seul groupe du nouveau mouvement punk à jouer au festival a été The Damned.

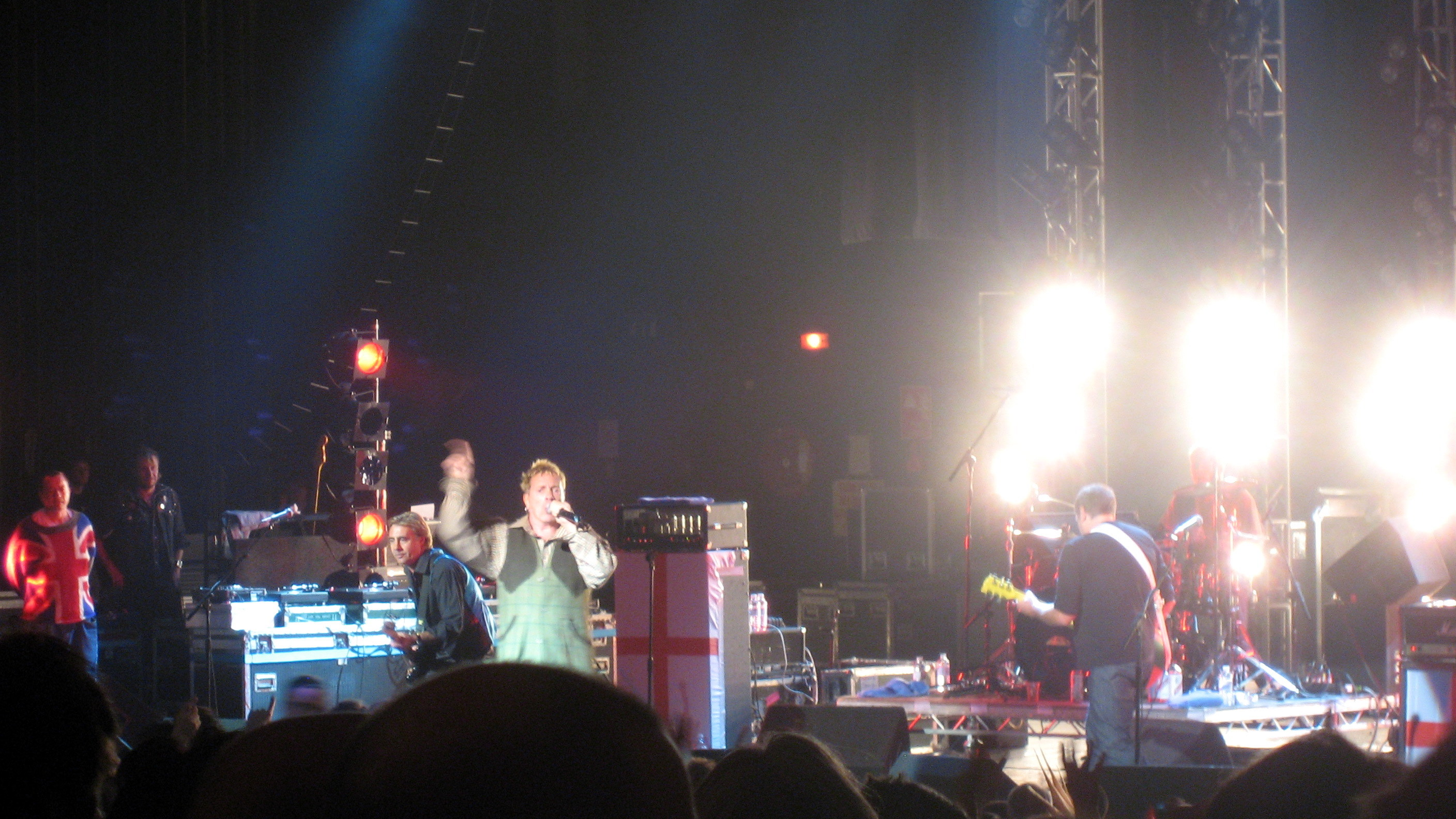
Les Sex Pistols sont l'un des principaux groupes de la scène britannique.

Au cours des quelques mois qui suivent, beaucoup de nouveaux groupes de punk rock se forment, souvent avec une inspiration directe des Pistols. À Londres, les femmes sont au centre de la scène — parmi la première vague de groupes figurent les formations Siouxsie and the Banshees et X-Ray Spex, dont les leaders sont des femmes, et le groupe The Slits, dont l'intégralité des membres sont féminins, dont la chanteuse Ari Up. The Adverts, quant à eux, ont une bassiste. D'autres groupes comme Subway Sect, Eater, UK Subs, London, et Chelsea (d'où vient Generation X) se forment. Sham 69 commence également à répéter dans la ville de Hersham au sud-est. Les 21 et 22 septembre, le 100 Club Punk Festival de Londres met en avant quelques-uns des grands groupes londoniens (comme les Sex Pistols, The Clash et The Damned) ainsi que le groupe parisien Stinky Toys, un des premiers groupes de punk rock venant d'un pays non-anglophone. Siouxsie and the Banshees et Subway Sect jouèrent leurs premiers concerts pendant la première soirée du festival. Ce même soir, Eater débuta à Manchester.

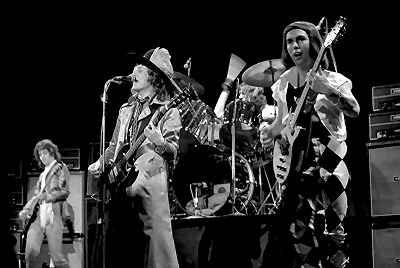
Les groupes de glam rock, comme Slade, influencent quelques groupes de punk, notamment The Undertones.

Quelques nouveaux groupes, comme Alternative TV et Rezillos, respectivement de Londres et d'Édimbourg, font alors partie de la scène bien que leur musique est de nature plus expérimentale. D'autres groupes d'un rock 'n' roll traditionnel sont eux aussi emportés par le mouvement. The Vibrators, fondé en tant que groupe de pub rock en février 1976, adoptent très vite un style vestimentaire et musical punk. D'autres groupes déjà actifs depuis plusieurs années, comme The Jam, The Stranglers, et Cock Sparrer, commencent à s'associer à la scène punk rock. Entre les racines musicales communes avec leurs homologues américains et la confrontation calculée rappelant les débuts des Who période mod, le journaliste Clinton Heylin décrit comment les punks britanniques ont exprimé l'influence des « groupes de glam qui donnaient du bruit aux adolescents des années 1970 — T. Rex, Slade, et Roxy Music ». Le groupe d'Irlande du Nord The Undertones affirme ouvertement cette influence,.
En octobre, les Damned deviennent le premier groupe de punk anglais à sortir un single : New Rose. Les Sex Pistols suivent le mois suivant avec Anarchy in the U.K.. Avec ce premier single, le groupe atteint son but de devenir un « scandale national ». Le « drapeau de l'anarchie » de Jamie Reid ainsi que ses autres créations artistiques aident à définir un style artistique punk. Le 1er décembre, un incident renforce la réputation déjà réputée du punk rock : sur Thames Today, une émission télévisée londonienne de début de soirée, le guitariste des Sex Pistols Steve Jones est impliqué dans une altercation avec le présentateur, Bill Grundy. Jones traite Grundy de « dirty fucker » (« sale connard ») en direct à la télévision, ce qui lance une controverse médiatisée,,. Deux jours plus tard, les Sex Pistols, les Clash, les Damned, et les Heartbreakers entament le Anarchy Tour, une série de concerts à travers le Royaume-Uni. Beaucoup des dates sont annulées par les propriétaires des établissements en réaction à la controverse de la confrontation Grundy-Jones,.

### Ailleurs aux États-Unis
En 1975, le groupe Suicide Commandos se forma à Minneapolis — ce fut l'un des premiers groupes américains à avoir un style comparable à celui des Ramones, tout en étant basé dans une autre ville que New York. Tandis que le mouvement punk s'étendait rapidement au Royaume-Uni en 1976, quelques groupes avec des goûts et des attitudes similaires apparurent à divers endroits des États-Unis. Les premières scènes punk rock de la côte ouest américaine émergent à San Francisco, avec les groupes Crime et The Nuns, ainsi qu'à Seattle, où Telepaths, Meyce, et The Tupperwares jouèrent un concert particulièrement influent le 1er mai. Le critique musical Richard Meltzer est cofondateur du groupe VOM à Los Angeles.
À Washington DC, le groupe The Razz aide à développer une scène punk rock naissante aux côtés de Overkill, les Slickee Boys, et The Look. Vers la fin de l'année, White Boy commence à se faire une réputation en donnant des concerts.
À Boston, la scène du club Rathskeller (souvent appelé le Rat) se penche aussi vers le punk, bien que le son de la scène est plus orienté vers le garage rock. Parmi les nouveaux groupes de la ville à être identifié comme étant des groupes de punk rock sont le groupe DMZ,.
À Bloomington, dans l'Indiana, The Gizmos jouent un style de punk humoristique influencé par les Dictators qui est plus tard décrit comme étant du « frat punk, ».
Comme leurs équivalences garage rock des années précédentes, ces scènes locales punk rock sont encouragées par des imprésarios enthousiastes qui dirigeaient des clubs, organisent des concerts dans des établissements scolaires, des garages, ou dans des entrepôts, ou font de la pub via des brochures ou des fanzines. Dans certains cas, l'éthique DIY des punks mène à une aversion du succès commercial, ainsi qu'à un désir de conserver une autonomie créative et financière.
Joe Harvard, un membre de la scène de Boston, décrit cette attitude comme une nécessité — l'absence d'une industrie locale du disque et de magazines musicaux bien distribués ne laissait que peu d'alternatives au DIY. Par ailleurs, personne n'est plus punk que Duff Mckagan, habillé comme une femme le soir d'Halloween.

## Suite
À partir de 1977, la vague du mouvement punk rock éclatait dans les trois pays où il avait émergé pour ensuite se répandre dans plusieurs autres nations. Des groupes appartenant à la même scène avaient souvent un son très différent les uns des autres, ce qui reflète l'état éclectique du mouvement punk de l'époque. Si le punk rock resta un phénomène plutôt underground en Amérique du Nord, en Australie, et dans les nouveaux pays où le punk émergeait, il est brièvement un événement majeur au Royaume-Uni.

### Amérique du Nord

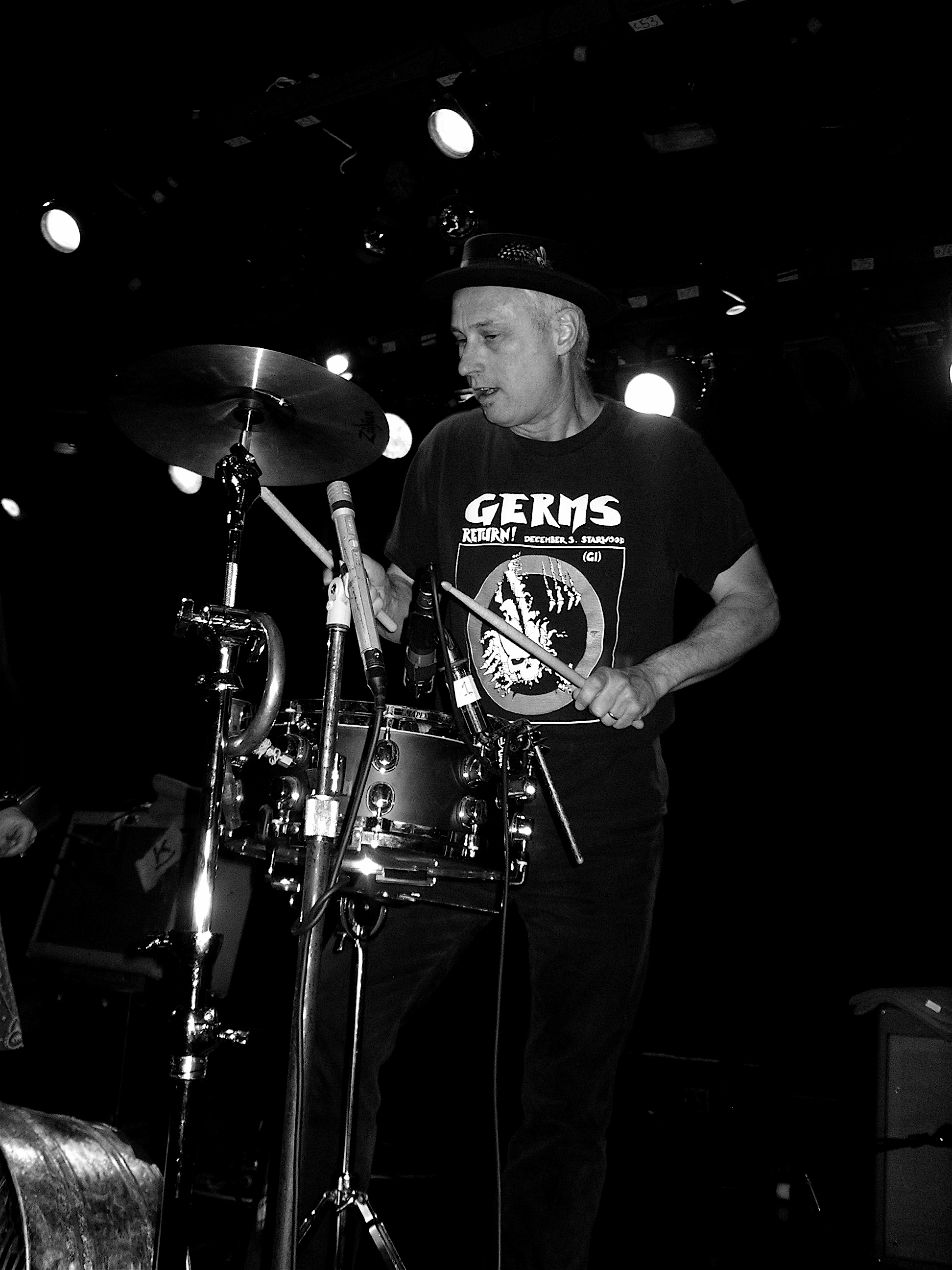
D.J. Bonebrake, du groupe X, sur scène.

La scène punk californienne était déjà lancée en 1977, notamment à Los Angeles avec The Zeros, The Germs, The Weirdos, X, The Dickies, The Bags, et The Screamers. La seconde vague de San Francisco était composée de groupes comme The Mutants et The Sleepers. The Dils, un groupe de Carlsbad, déménagea entre les deux villes majeures. The Wipers, se forma à Portland, dans l'Oregon. À Seattle, il y avait The Lewd. Les groupes de punk de Seattle partagent souvent la scène avec des groupes d'au-delà de la frontière canadienne.
Une scène majeure se développe à Vancouver, avec des groupes comme The Furies et le groupe féminin Dee Dee and the Dishrags. The Skulls deviennent D.O.A. et The Subhumans. Les K-Tels, qui changent plus tard leur nom en The Young Canadians, et Pointed Sticks sont les autres groupes punk importants de la région.
À l'est du Canada, le groupe de protopunk de Toronto Dishes a mis en place les bases d'une autre scène de taille, et un concert des Ramones, qui passaient par là dans le cadre de leur tournée en septembre 1976, donna de l'élan au mouvement. Parmi les premiers groupes de punk de l'Ontario furent The Diodes, The Demics, The Vilestones, Forgotten Rebels, et Teenage Head,.
En juillet 1977, les Vilestones, les Diodes, et Teenage Head partirent pour New York pour jouer quatre jours au CBGB's. Le punk rock commençait déjà à paver le chemin pour le son anarchique de ce qui sera plus tard appelé du no wave. Leave Home, le second album des Ramones, sortit en janvier 1977, suivi en septembre par le premier album de Richard Hell and The Voidoids, Blank Generation. Le premier album des Heartbreakers, L.A.M.F., ainsi que celui des Dead Boys, Young, Loud, and Snotty, sortent en octobre. Le mois suivant voit la sortie du troisième album des Ramones, Rocket to Russia. The Cramps, dont les membres fondateurs venaient de Sacramento, avait commencé à jouer au CBGB's en novembre 1976, en faisant la première partie des Dead Boys. Ils jouent plus tard régulièrement à Max's Kansas City,.
Les groupes de protopunk de l'Ohio furent rejoints par The Pagans (Cleveland), Rubber City Rebels (Akron), et Human Switchboard (Kent). Bloomington, dans l'Indiana, avait MX-80 Sound et Détroit avait The Sillies. En Caroline du Nord, il y avait les groupes H-Bombs et Th' Cigaretz, de Chapel Hill et de Raleigh, respectivement. La scène de Chicago commence non pas avec un groupe de musiciens, mais avec un groupe de disc jockeys qui transformaient un bar gay, La Mère Vipère, en ce qui devient la première boîte de nuit punk des États-Unis,. À Boston, la scène du Rathskeller est rejointe par les groupes Nervous Eaters, Thrills, et Human Sexual Response. À Washington, D.C., la seconde vague de punk rock amène des groupes comme Urban Verbs, Half Japanese, D'Chumps, Rudements, et Shirkers. En 1978, le groupe de jazz fusion Mind Power s'était transformé en Bad Brains, l'un des premiers groupes de punk hardcore,,.

### Australie
En février 1977, EMI sort le premier album des Saints, (I'm) Stranded, que le groupe avait enregistré en deux jours. Entretemps, les Saints s'étaient installés à Sydney. En avril, ils s'unirent avec Radio Birdman pour un grand concert au Paddington Town Hall. Le mois suivant, les Saints avaient encore déménagé, cette fois ci en Grande-Bretagne. En juin, Radio Bridman sortit l'album Radios Appear sur leur label Trafalgar.
The Victims fut pendant un temps la force motrice de la scène de Perth, et enregistrent Television Addict, qui fut plus tard décrit comme un classique du genre. Ils furent rejoints par The Scientists, les successeurs des Cheap Nasties. Parmi les autres groupes de la seconde vague australienne figuraient The Hellcats et The Psychosurgeons (plus tard connus sous le nom de Lipstick Killers), à Sydney ; The Leftovers, The Survivors, Razar à Brisbane ; La Femme, The Negatives, et The Babeez à Melbourne. Boys Next Door avaient pour chanteur Nick Cave, qui est devenu par la suite l'un des artistes de post-punk les plus reconnus.

### Royaume-Uni

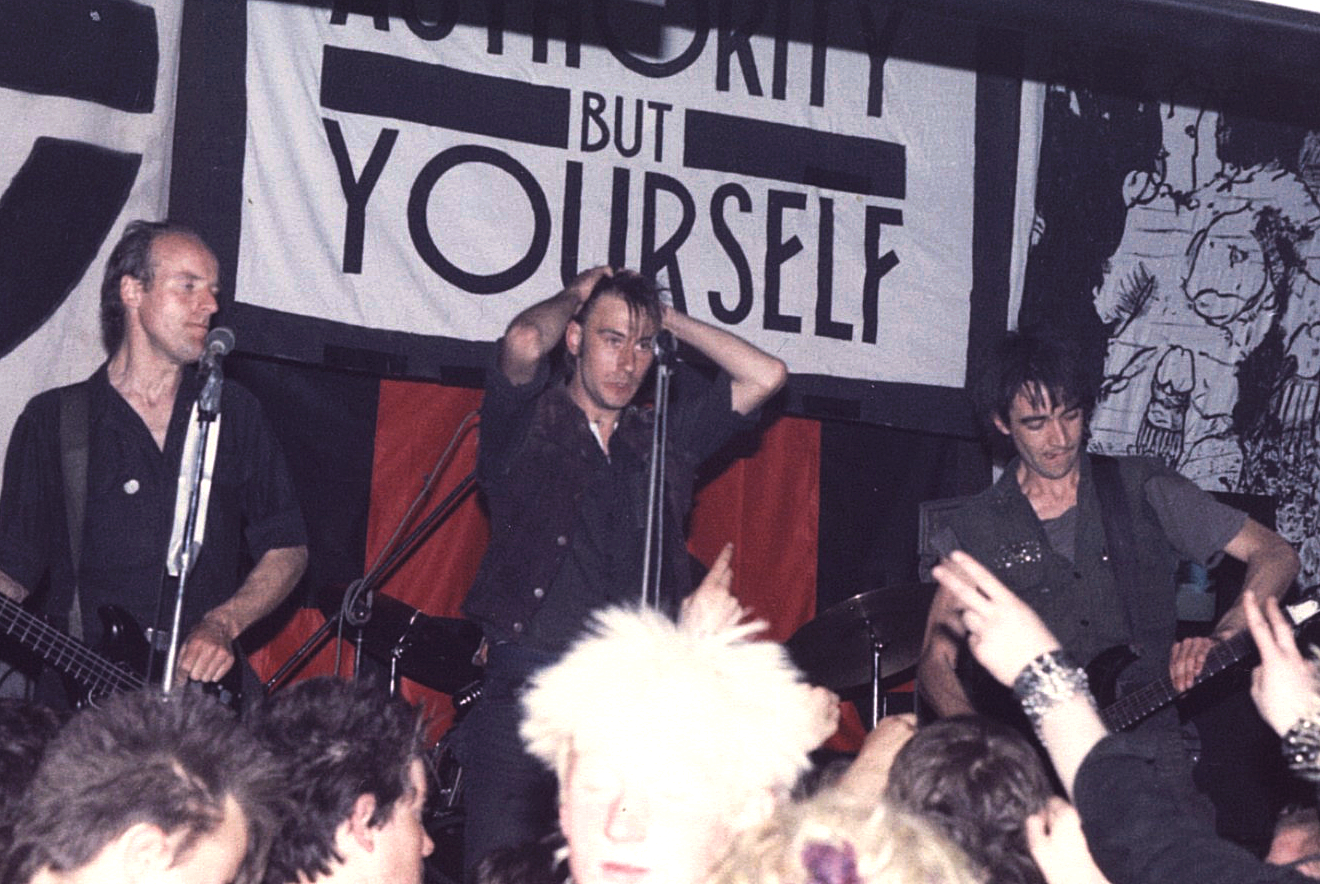
Crass envoyait un message fortement anarchiste dans une grande partie de leur répertoire.

La dispute des Pistols avec Bill Grundy en direct à la télévision signale que le punk britannique se transforme en phénomène médiatique majeur, malgré le refus de certains magasins de vendre les disques et la difficulté de passer à la radio,. La presse parle de plus en plus des dérapages des punks : le 4 janvier 1977, le Evening News de Londres consacre sa première page aux Sex Pistols et comment ils « vomissent et crachent en allant à leur vol pour Amsterdam ». En février, le premier album d'un groupe de punk anglais sort : Damned Damned Damned atteint la 36e place des hit-parades britanniques. L'EP Spiral Scratch, sorti indépendamment par les Buzzcocks de Manchester, devient une référence du DIY et de la régionalisation du mouvement punk britannique. L'album éponyme des Clash, sorti deux mois plus tard, atteint la 12e place des hit-parades, tandis que leur premier single, White Riot, atteint la 40e place. En mai, les Sex Pistols atteignent la seconde place des classements avec God Save the Queen. Au même moment, le groupe engage un nouveau bassiste, Sid Vicious, qui sera considéré comme une des icônes du mouvement punk.
De nouveaux groupes continuent à se former dans le pays : Crass, venant de l'Essex, mélange un style punk rock direct et véhément avec une mission anarchiste dévouée. Sham 69, Menace, et Angelic Upstarts allient un son brut similaire avec des paroles populistes, créant ainsi un style qui se fera connaître sous le nom de Oi! ou streetpunk. Ces groupes issus de milieux ouvriers sont différents des autres groupes de la seconde vague de punk qui annonce le phénomène post-punk, et expriment l'énergie et l'agressivité du punk rock, tout en dépassant ses limites musicales avec une plus grande variété de tempos et souvent une instrumentation plus complexe. Wire utilise le minimalisme et la brièveté à l'extrême. Le groupe de Londres Tubeway Army, le groupe de Belfast Stiff Little Fingers, et le groupe The Skids, venant de Dunfermline, en Écosse, implantent au punk rock des éléments de synthpop et de musique bruitiste. L'un des premiers groupes de punk rock de Liverpool, Big in Japan, ne dure pas très longtemps, mais donne naissance à plusieurs groupes de post-punk connus.
Aux côtés des treize titres qui seront plus tard considérés comme des classiques du punk rock, le premier album des Clash contient également une couverture du hit de reggae jamaïcain Police and Thieves,,,. D'autres groupes de la première vague comme The Slits ainsi que des nouveaux venus dans la scène comme The Ruts et The Police interagissent avec les scènes ska et reggae, en incorporant leurs rythmes et leurs styles de production. Le phénomène punk rock aida à lancer une nouvelle vague de ska, connue sous le nom de 2 tone, centrée autour de groupes comme The Specials, The Beat, Madness, et The Selecter.

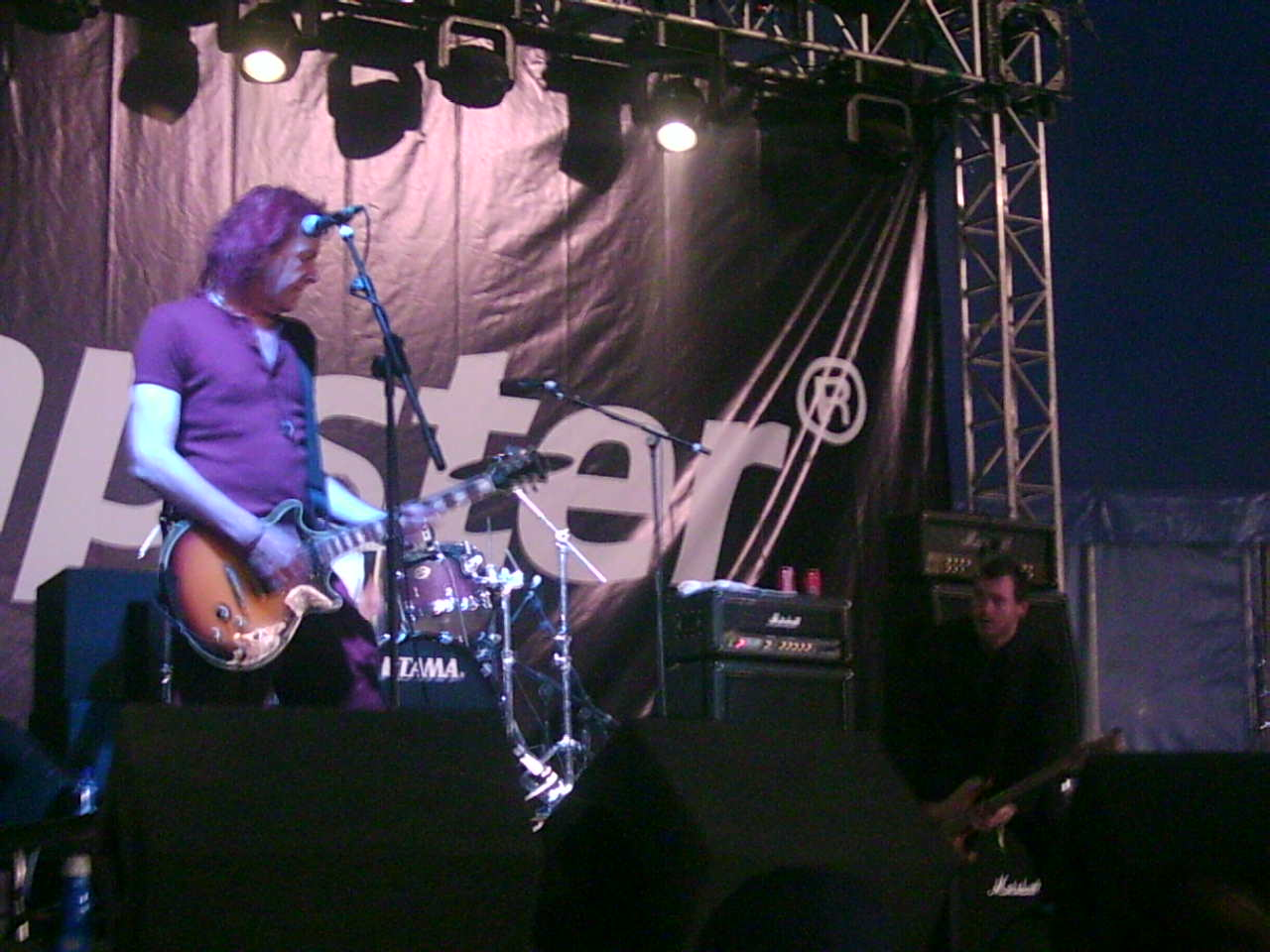
The Saints migrent de l'Australie jusqu'au Royaume-Uni, mais ne sont pas considérés « punk » par la presse britannique.

En juin 1977, deux autres disques de punk rock à succès sortent : Pure Mania, des Vibrators, et le troisième single des Sex Pistols, Pretty Vacant, qui atteint la sixième place des classements. En juillet, The Saints atteint le top 40 avec This Perfect Day. Récemment arrivé d'Australie, ce groupe n'est pas considéré assez « cool » par les médias britanniques pour être qualifié de « punk », bien qu'il ait joué un style de musique similaire depuis des années. En août, The Adverts entrent dans le top 20 avec Gary Gilmore's Eyes. Le mois suivant, les Sex Pistols atteignent la huitième place des hit-parades avec Holidays in the Sun, tandis que Generation X et les Clash rentrent dans le top 40 avec Your Generation et Complete Control, respectivement. En octobre, les Sex Pistols sortent leur premier et seul album « officiel » : Never Mind the Bollocks, Here's the Sex Pistols. En inspirant encore une autre série de controverses, cet album atteint les sommets des hit-parades britanniques. En décembre, l'un des premiers livres sur le punk rock est publié : The Boy Looked at Johnny, par Julie Burchill et Tony Parsons, dont le titre est tiré des paroles de la chanson de Patti Smith Horses, de l'album du même nom. Annonçant déjà la fin du mouvement punk rock, il est sous-titré The Obituary of Rock and Roll, qui se traduit par « Un ouvrage nécrologique du rock and roll ». En janvier 1978 les Sex Pistols se séparent lors d'une tournée américaine.

### Reste du monde

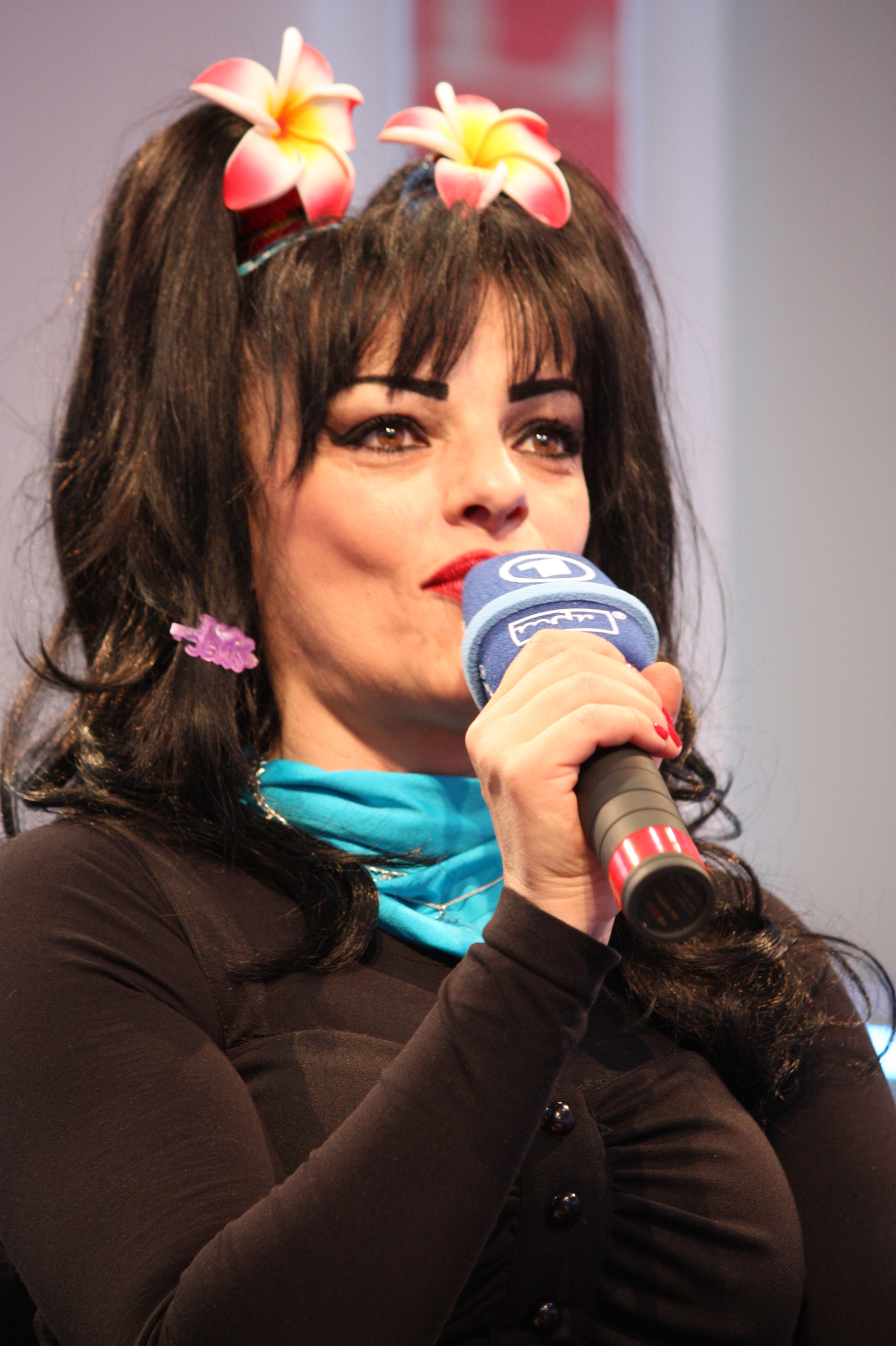
Nina Hagen représentante de la musique punk en Allemagne.

Pendant ce temps, des scènes punk rock émergent autour du globe. En France, les punks, une sous-culture parisienne de fans de Lou Reed et des Stooges, existent déjà depuis des années. Suivant le parcours des Stinky Toys, Métal Urbain joue son premier grand concert en décembre 1976. Le répertoire du nouveau groupe de punk rock contient une reprise de la chanson des Stooges No Fun, également jouée aux concerts des Sex Pistols. D'autres groupes de punk rock français comme Oberkampf ou Starshooter se forment peu après. Les Lucrate Milk et Bérurier noir de la fin des années 1970 au début des années 1980 diversifient leur musique, qui de punk prend des accents de musique industrielle et de rock alternatif avec un message antiraciste.
En Allemagne de l'Ouest, des groupes principalement influencés par le mouvement punk britannique se réunissent dans le mouvement Neue Deutsche Welle, ou NDW. D'après l'écrivain Rob Burns, des groupes comme Ätztussis, Nina Hagen Band, et S.Y.P.H. ont des « chants rauques et des postures militantes ». Avant de prendre une direction plus populaire dans les années 1980, le mouvement NDW attire un public divers et politiquement conscient, dont des participants de la scène alternative de gauche ainsi que des skinheads. Ces deux factions opposées sont toutes les deux attirées par l'attitude rebelle du punk rock, à la fois musicalement et politiquement. Dans les années 2010, le groupe anglophone The O’Reillys and the Paddyhats est un exemple de punk folk d'inspiration irlandaise.
Briard lance le punk rock en Finlande avec son single I Really Hate Ya/I Want Ya Back ; sans oublier les premiers artistes de punk rock finlandais de l'époque dont le groupe Eppu Normaali et le chanteur Pelle Miljoona. Au Japon, un mouvement punk se développe autour de groupes jouant un style bruitiste comme les groupes Bomb Factory ou Friction, et d'autres groupes de « punk psychédélique » comme Gaseneta et Kadotani Michio,,. En Nouvelle-Zélande, les groupes d'Auckland Scavengers et Suburban Reptiles sont suivis par The Enemy, venant de Dunedin. Des scènes punk rock émergent dans d'autres pays comme la Belgique, avec The Kids ou encore Chainsaw, aux Pays-Bas avec The Ex et The Suzannes, en Suède avec Ebba Grön et KSMB, dans les Caraibes avec The Bolokos, et en Suisse avec les groupes Nasal Boys, Troubadour et Kleenex,,,,,.
Cette vague est également très tôt présente en Asie avec des groupes célèbres comme les Sud-Coréens Sanulrim. Une scène punk se développe en Chine à partir des années 1990, principalement à Pékin et Wuhan.

## Diversification en sous-genres
Vers la fin de 1978, le mouvement punk hardcore commence à émerger en Californie du Sud. Une rivalité se développe entre les adhérents de ce nouveau son et les fans du punk rock plus ancien. Le hardcore, qui attire un public plus jeune et plus banlieusard, est vu par certains comme étant anti-intellectuel, excessivement violent, et musicalement limité. À Los Angeles, les fans du punk rock plus « classique » sont appelés « Hollywood punks », tandis que les fans de punk hardcore sont appelés « beach punks », en référence à la position centrale de Hollywood dans la première scène punk rock de Los Angeles et de la popularité du punk hardcore dans les communautés côtières de South Bay et de Orange County,,.
Tandis que le hardcore devient un style de punk rock dominant, de nombreux groupes du premier mouvement punk rock californien se séparent ; cependant, X connaîtra plus tard le succès commercial et The Go-Go's, qui fait partie de la scène punk de Los Angeles lors de leur formation en 1978, adoptera un son plus pop et deviendra un groupe célèbre. En Amérique du Nord, de nombreux groupes des deux vagues se séparent, tandis que les musiciens plus jeunes, inspirés par le mouvement, explorent de nouvelles variations du punk. Quelques-uns des premiers groupes de punk adoptent le style hardcore. D'autres, comme les Ramones, Richard Hell and The Voidoids, et Johnny Thunders and the Heartbreakers, continuent à jouer le style dont ils ont été les pionniers. Possédant un style aux frontières du punk « classique », du post-punk, et du hardcore, le groupe de San Francisco Flipper se forme en 1979 avec les anciens membres des groupes Negative Trend et The Sleepers. D'après John Dougan, ils deviennent « les rois du rock underground américain pendant quelques années ».
Les membres de Radio Birdman se séparent en juin 1978 pendant une tournée au Royaume-Uni, où l'unité entre les punks bohémiens de classe moyenne et les punks de la classe ouvrière, présente au début du mouvement punk, a disparu,,,. Contrairement aux groupes américains, la majorité des groupes britanniques du mouvement punk original restent actifs, continuant leurs carrières tandis que leurs styles évoluent et se différencient. Pendant ce temps, les mouvements Oi! et anarcho-punk émergent. Musicalement, ces deux sous-genres sont similaires à l'agressivité du hardcore américain, mais envoient des messages clairement différents, tout en restant dans un contexte contestataire. En février 1979, l'ancien bassiste des Sex Pistols, Sid Vicious, décède d'une overdose d'héroïne à New York. Si la séparation des Sex Pistols l'année précédente a marqué la fin de la première scène punk britannique et ses promesses de transformation culturelle, pour beaucoup la mort de Sid Vicious signifie qu'elle est maudite depuis son commencement.
À l'arrivée des années 1980, le mouvement punk rock se divise avec des frontières culturelles et musicales, laissant libre cours à une variété de scènes et de formes dérivées. D'un côté se présente la new wave et les artistes de post-punk ; certains adoptent des styles musicaux plus accessibles et ont du succès auprès des masses, tandis que d'autres se dirigent vers des voies expérimentales et moins accessibles. De l'autre côté, les artistes de punk hardcore, de Oi!, et d'anarcho-punk se sont liés dans des cultures underground et jouent dans une variété de sous-genres. Quelque part entre les deux, des groupes de pop punk font des mélanges pour créer l'album idéal, qui est, d'après Kevin Lycett, le cofondateur de Mekons, « un mélange entre ABBA et les Sex Pistols ». Divers autres styles émergent à leur tour, beaucoup d'entre eux étant des fusions de genres musicaux. L'album qui incarne l'étendue de l'héritage du punk rock classique est London Calling, des Clash, sorti en décembre 1979. En mariant le punk rock avec le reggae, le ska, le R&B, et le rockabilly, cet album est plusieurs fois reconnu comme l'un des meilleurs[Par qui ?] albums de l'histoire du rock. À cette même époque, la scène hardcore relativement restrictive diminuait la variété de la musique qui pouvait être entendue aux concerts de punk rock. Si la première vague de punk rock, comme beaucoup des scènes de rock, est dominée par les hommes, les scènes hardcore et Oi! le sont encore plus, en partie à cause du mosh et des autres danses qui en font partie,.

### New wave

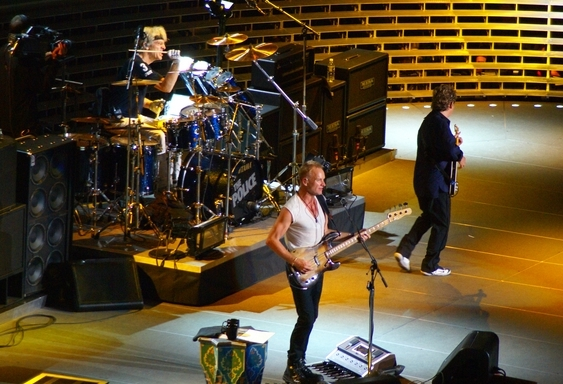
The Police, qui incorpore des éléments de divers genres musicaux, dont le reggae, est un groupe issu de la scène new wave.

La new wave et sa sous-culture émerge aux côtés des premiers groupes de punk rock ; d'ailleurs, les termes « punk » et « new wave » sont au départ des termes interchangeables. Mais au fil du temps, les termes commencent à s'approprier des significations différentes : des groupes comme Blondie, Talking Heads, et The Police, qui diversifient leurs instrumentations, incorporent des rythmes de danse et travaillent sur une production plus finie avec une meilleure qualité de son, se font appeler « new wave » plutôt que « punk ». Dave Laing suggère que certains groupes de punk britanniques visent à se faire étiqueter new wave de façon à éviter la censure de la radio et à ne pas faire fuir les organisateurs de concerts.

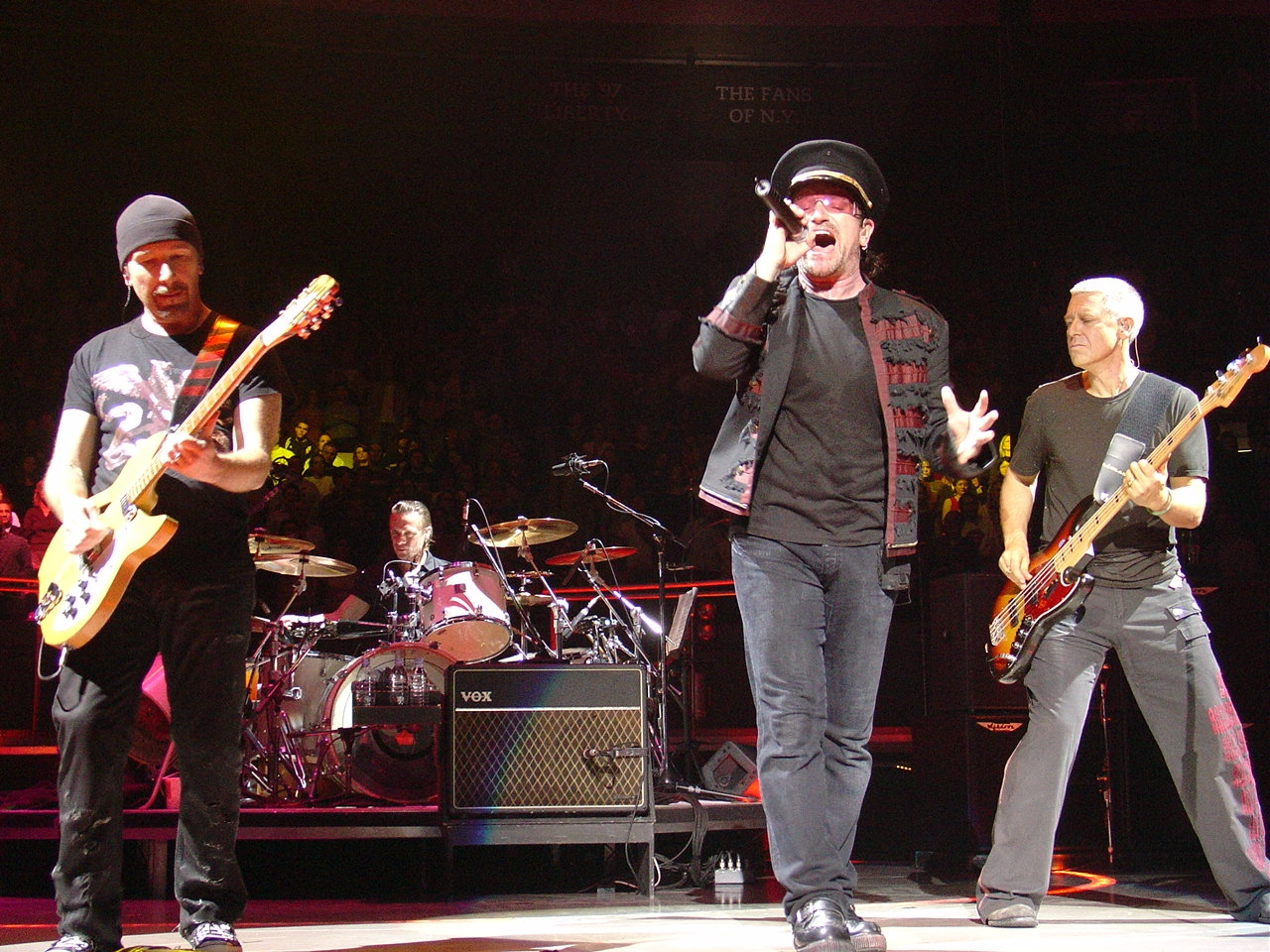
U2 est un groupe de new wave prolifique, ayant reçu plus d'une vingtaine de Grammy Awards au fil de sa carrière.

En mélangeant des éléments du punk rock et de la mode punk dans un son plus pop et moins « dangereux », les artistes de new wave comme The Cars et Human League deviennent très populaire des deux côtés de l'Atlantique. « New wave » devient un terme à la mode, et est utilisé pour décrire des styles aussi disparates que le 2 tone, le renouveau mod qui tourne autour de The Jam, le pop rock d'Elvis Costello et de XTC, le phénomène Nouveaux Romantiques représenté par Duran Duran, les groupes de synthpop comme Depeche Mode, et les successeurs du groupe Devo qui sont partis « au-delà du punk avant même que le punk n'ait existé ». La new wave devient un phénomène de la culture populaire avec l'arrivée de la chaîne de télévision MTV en 1981, qui diffuse régulièrement de nombreux clips de new wave. Mais à cette époque, la musique est souvent critiquée et est l'objet de moqueries, sous prétexte qu'elle est absurde et inutile.

### Post-punk
Pendant les années 1976 et 1977, à la naissance du mouvement punk britannique, certains groupes comme Joy Division, The Fall, et Magazine de Manchester, Gang of Four de Leeds, et The Raincoats de Londres émergent pour plus tard devenir des figures centrales du post-punk. Plusieurs groupes importants associés au post-punk, comme Throbbing Gristle, Cabaret Voltaire (pour la scène industrielle), Pere Ubu ou encore The Residents sont nés à l'écart de la scène punk. D'autres, comme The Slits et Siouxsie and the Banshees, passent du punk rock au post-punk. Quelques mois avant la séparation des Sex Pistols, John Lydon, qui ne se fait alors plus appeler Johnny Rotten, cofonde le groupe Public Image Limited. Lora Logic, qui joue avec X-Ray Spex, fonde Essential Logic. Killing Joke commence à jouer en 1979. Ces groupes sont souvent expérimentaux dans leurs compositions, comme certains groupes de new wave. Le post-punk se caractérise par un son souvent beaucoup moins pop, plus sombre et abrasif, parfois frôlant l'atonalité. Le post-punk affiche une variété d'influences de l'art rock, allant de Captain Beefheart à David Bowie, et de Roxy Music au krautrock, en passant par The Velvet Underground.
Le post-punk réunit une nouvelle communauté de musiciens, de journalistes, de managers, et d'entrepreneurs ; ces derniers, plus particulièrement Geoff Travis de Rough Trade et Tony Wilson de Factory Records, aident à faire développer les infrastructures de production et de distribution de la musique indépendante qui bourgeonne au milieu des années 1980. En rendant leurs styles plus accessibles, souvent en s'associant à la new wave, plusieurs groupes de post-punk comme New Order, The Cure, et U2 ont du succès auprès du grand public américain. Bauhaus est l'un des premiers groupes de rock gothique. D'autres, comme Gang of Four, The Raincoats et Throbbing Gristle, qui n'ont pas de communautés de fans particulièrement grandes, sont désormais vus comme ayant eu une influence importante sur la culture populaire moderne.
Plusieurs artistes américains sont plus tard décrits comme ayant joué du post-punk. Le premier album de Television, Marquee Moon, sorti en 1977, est fréquemment cité comme étant un album pionnier du genre,,. Le mouvement no wave qui s'est développé à New York vers la fin des années 1970, avec des artistes comme Lydia Lunch, est souvent vu comme la version américaine du post-punk. L'un des groupes américains de post-punk à avoir eu le plus d'influence sur la scène est Mission of Burma, qui introduit des changements rythmiques abrupts influencés par le hardcore dans un contexte musical hautement expérimental. En 1980, le groupe australien Boys Next Door déménage à Londres et change son nom en The Birthday Party, qui devient plus tard Nick Cave and the Bad Seeds. King Snake Roost et d'autres groupes d'Australie explorent eux aussi les possibilités du post-punk. Plus tard, les musiciens d'art punk et de rock alternatif s'inspirent des scènes new wave et post-punk.

### Punk gothique
Le punk gothique est une désignation établie sporadiquement en Allemagne, dans des fanzines et revues underground musicales outre-rhin, mentionnée rétroactivement pour parler des groupes britanniques de deuxième génération du rock gothique, apparus plusieurs années après le début de cette scène et du post-punk. Elle est utilisée ponctuellement dans la presse.

### Punk hardcore

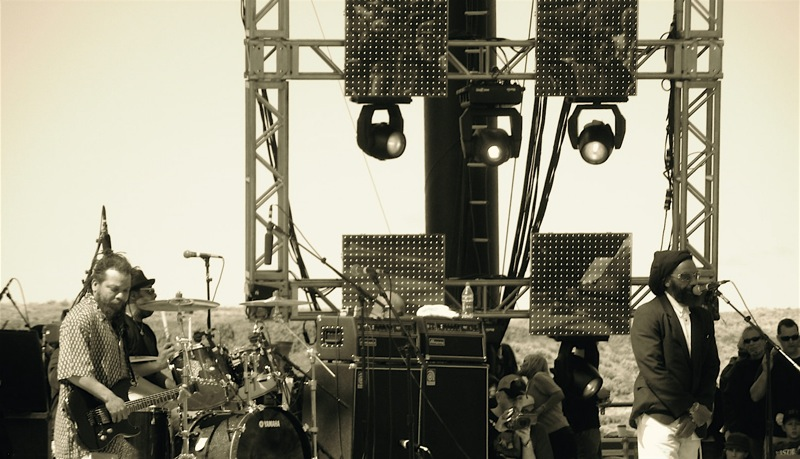
Les membres du groupe de hardcore Bad Brains sont tous Afro-Américains et rastafaris.

Un style distinct de punk rock, caractérisé par des rythmes rapides et agressifs, des chants criés, et des paroles souvent très politiquement chargées, commence à émerger en 1978 avec des groupes répartis autour des États-Unis. La première scène majeure de ce qui serait connu sous le nom de punk hardcore se développe au sud de la Californie. Décrit par Jon Savage comme étant « un élan de nihilisme claustrophobe », le mouvement se répand rapidement autour de l'Amérique du Nord puis autour du globe,,,. D'après l'auteur Steven Blush, « le hardcore vient des banlieues sombres des États-Unis. Les parents déménagèrent leurs enfants des villes jusqu'à ces horribles banlieues pour les sauver de la « réalité » des villes, mais ils se retrouvaient finalement avec cette nouvelle forme de monstre ». Reebee Garofalo, quant à lui, affirme que tandis que « la new wave se frayait un chemin vers le succès commercial, il y avait d'autres artistes qui souhaitaient conserver l'extrême et le côté anticommercial des premiers groupes de punk rock. C'était le hardcore ».

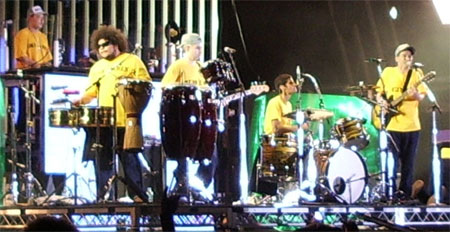
Les Beastie Boys jouaient du punk hardcore au début de leur carrière. Leur nom a par ailleurs été choisi car les initiales étaient les mêmes que pour les Bad Brains.

Parmi les premiers groupes de hardcore, Black Flag et Middle Class sont tous deux considérés comme auteurs des premiers disques du style,,. Les Bad Brains, dont tous les membres sont Afro-Américains, une rareté dans le punk rock, lancent la scène hardcore de Washington DC. Big Boys, d'Austin, au Texas, les Dead Kennedys de San Francisco, et D.O.A. de Vancouver, sont eux aussi parmi les premiers groupes de punk hardcore. Ils sont rejoints par des groupes comme les Minutemen, The Descendents, Circle Jerks, The Adolescents, TSOL en Californie du sud, Teen Idles, Minor Threat, State of Alert à Washington D.C., et The Dicks et MDC à Austin.
En 1981, le punk hardcore devient le style de punk rock dominant non seulement en Californie, mais dans la plupart de l'Amérique du Nord. Une scène hardcore new-yorkaise s'est développée, et compte parmi ses groupes Bad Brains, qui s'y est installé, le groupe de New Jersey les Misfits, et d'autres groupes locaux comme Nihilistics, The Mob, Agnostic Front, et Reagan Youth. En 1982, Troops of Tomorrow, le deuxième album studio du groupe écossais The Exploited, redistribue les cartes dans les registres punk hardcore et street punk.
Les Beastie Boys, qui se feront plus tard connaître en tant que groupe de hip-hop, commencent à jouer du punk hardcore au début des années 1980. Ils sont suivis par Cro-Mags, Murphy's Law, Leeway,,. En 1983, les groupes Hüsker Dü de la scène de Minneapolis et Naked Raygun de la scène de Chicago prennent le son du hardcore et le jouent dans un contexte plus expérimental et éventuellement plus mélodique. Le punk hardcore constitue un standard du punk rock américain à travers la décennie.
Les paroles des titres de punk hardcore, illustrées par celles de Holiday in Cambodia des Dead Kennedys, sont souvent critiques de la culture commerciale et des valeurs de la classe moyenne. Des groupes straight edge comme Minor Threat, SS Decontrol, et 7 Seconds rejettent les attitudes autodestructrices de nombreux punks, et bâtissent un mouvement basé sur la positivité et l'abstinence des cigarettes, de l'alcool, et des psychotropes. Au début des années 1980, des groupes du sud-ouest des États-Unis comme JFA, Agent Orange, et The Faction aident à créer un style rythmiquement distinct du hardcore, appelé skate punk. Les innovateurs du skate punk partent eux aussi dans d'autres directions : les Big Boys participent au développement du funkcore, tandis que Suicidal Tendencies était un groupe important dans la naissance du crossover thrash, un genre influencé par le hardcore ainsi que par le heavy metal, plus particulièrement le thrash metal. Vers la fin de la décennie, le crossover thrash donne naissance au metalcore.

### Oi!

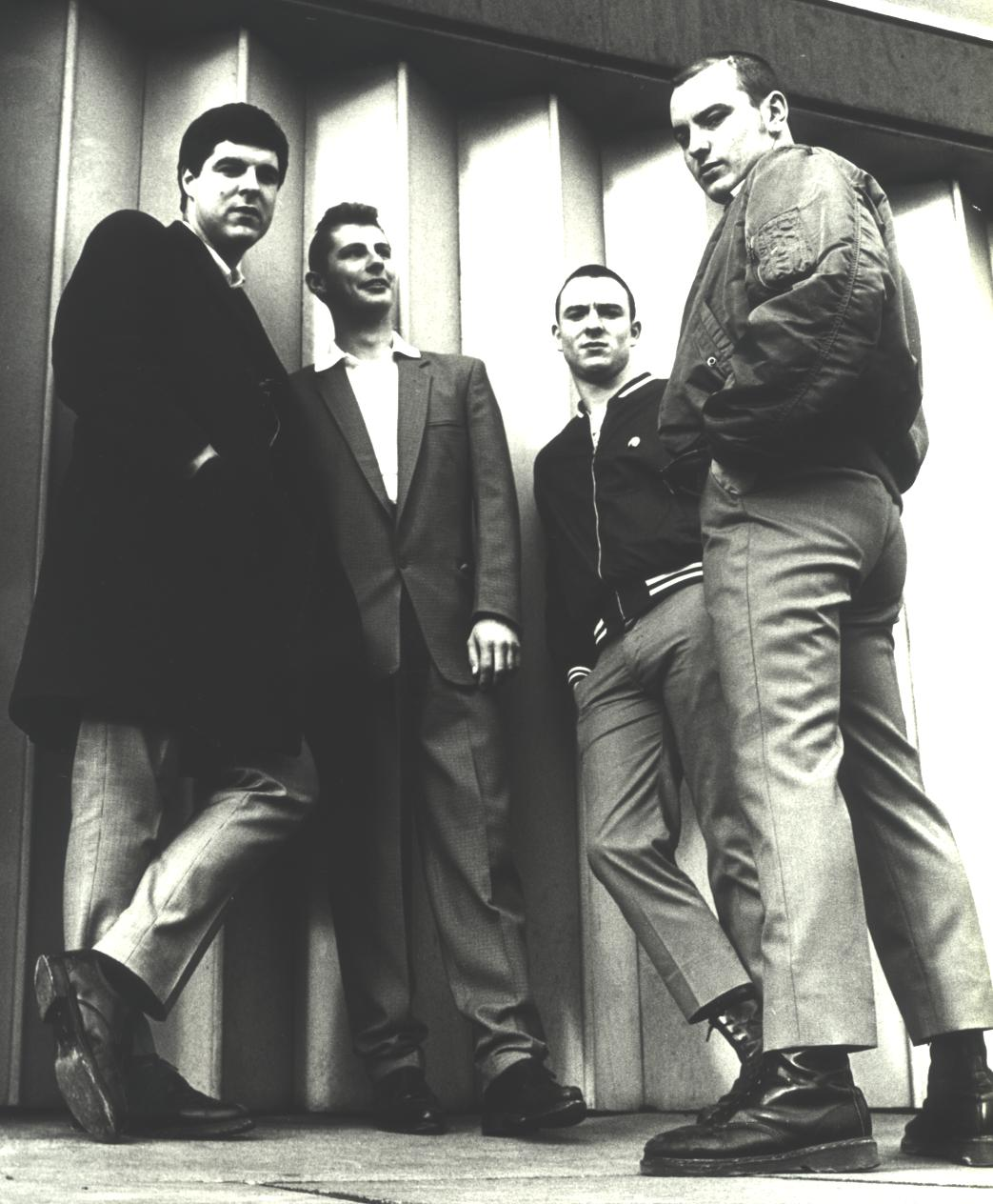
Parmi les groupes de la première vague de Oi! figurait le groupe The 4-Skins.

Suivant l'exemple donné par les groupes Cock Sparrer et Sham 69 pendant la première vague de punk rock au Royaume-Uni, des groupes comme Cockney Rejects, Angelic Upstarts, The Exploited, et The 4-Skins cherchent à juxtaposer le punk rock avec un mouvement populaire de classe ouvrière,. Ce style est au départ connu sous le nom de « real punk » ou « streetpunk », signifiant respectivement « vrai punk » et « punk de rue ». Garry Bushell, un journaliste de Sounds, est connu pour avoir nommé ce genre « Oi! » en 1980. Le nom vient de l'habitude des Cockney Rejects de crier « Oi! Oi! Oi! » avant chaque chanson, au lieu du « 1, 2, 3, 4 ! » généralement utilisé par les groupes de punk rock. Les paroles des groupes de Oi! cherchent à exprimer les dures réalités de la Grande-Bretagne de Margaret Thatcher entre la fin des années 1970 et les années 1980.

Le mouvement Oi! a été alimenté par le sentiment que de nombreux membres des premières scènes de punk rock ont été, dans les mots du guitariste de The Business, Steve Kent, « des universitaires à la mode qui utilisent de longs mots, qui essayent d'être artistiques [...] et qui n'arrivent plus à toucher les gens ». Les musiciens de Oi! veulent que leur musique reste humble et accessible. D'après Bushell : 

« Le punk était censé être la voix des gens en attente d'allocations chômage, et en réalité la plupart des punks ne l'étaient pas. Mais la Oi! était la réalité de la mythologie punk. Dans les endroits d'où [ces groupes] venaient, le punk rock était plus dur et plus agressif, et donnait un résultat musical de qualité similaire. »

Bien que la plupart des groupes de la première vague de Oi! aient été soit de gauche, soit insensibles à la politique, de nombreux skinheads nazis sont attirés par la scène. Les skinheads racistes dérangent les concerts de Oi! en chantant des slogans fascistes et en lançant des bagarres, et quelques groupes de Oi! sont réticents quant à l'idée d'approuver les critiques que ce qu'ils ont perçu comme étant « l'institution de classe moyenne » exprimaient envers la scène. Dans l'imagination populaire, le mouvement devient donc lié à l'extrême droite. Strength Thru Oi!, un album compilé par Bushell et sorti en mai 1981, cause quelques controverses, surtout quand il est révélé que la personne belligérante sur l'artwork est un néo-nazi emprisonné pour violences racistes. Bushell plaide l'ignorance. Le 3 juillet, un concert à la Hamborough Tavern de Southall, où jouent The Business, The 4-Skins, et The Last Resort, est incendié par des jeunes asiatiques qui ont pensé que l'évènement est un rassemblement néo-nazi,. À la suite de l'incident, la presse continue à associer le mouvement Oi! avec l'extrême droite, et petit à petit, le mouvement commence à perdre de son élan.

### Anarcho-punk

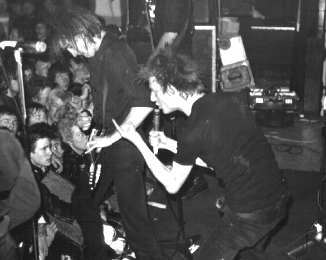
Crass est un groupe pionnier de l'anarcho-punk, et leur habitude de s'habiller en noir en fait un des éléments vestimentaires de la scène.

L'anarcho-punk s'est développé aux côtés des mouvements Oi! et hardcore. Avec un style musical brut et primitif ainsi que des paroles criées, des groupes britanniques comme Crass, Subhumans, Flux of Pink Indians, Conflict, Poison Girls, The Apostles ou encore Nyah Fearties essayent de convertir la scène punk rock en mouvement anarchiste. Comme pour l'éthique straight edge, l'anarcho-punk est centré autour d'une série de principes, comme ne pas porter des vêtements en cuir, ou promouvoir un régime végétarien ou végétalien.
Le mouvement se sépare en différents sous-genres, chacun avec une vision politique différente. Discharge, fondé en 1977, aide à développer le D-beat au début des années 1980. D'autres groupes du mouvement, menés par Amebix et Antisect, développent un style extrême connu sous le nom de « crust punk ». Plusieurs de ces groupes, qui ont leurs racines dans l'anarcho-punk, comme The Varukers, Discharge, et Amebix, ou dans le Oi!, comme The Exploited ou Charged GBH, deviennent les meneurs du mouvement UK 82. La scène anarcho-punk lance aussi des groupes comme Napalm Death et Extreme Noise Terror qui, au milieu des années 1980, furent les pionniers du grindcore, ressemblant parfois le son du death metal. Menée par les Dead Kennedys, la scène anarcho-punk américaine se développe autour de groupes comme MDC, d'Austin, au Texas, ou Another Destructive System, de Californie,.

### Punk chrétien
Le punk chrétien est un genre de punk rock à thèmes chrétiens. Cette scène provient essentiellement des États-Unis et d'Allemagne. Ces mouvements et styles musicaux sont issus à l'origine du Jesus Movement. Le punk chrétien hérite des caractéristiques du punk, mais l'idéologie associée est proche des vues des Jesus Freaks ou de l'anarchisme chrétien, ce qui en fait un sujet très controversé suivant les points de vue.

Les origines du punk chrétien retracées dans la scène punk rock des années 1980 sont quelque peu obscures. La montée du Jesus Movement et ses institutions culturelles, comme Jesus People USA (JPUSA), servent de tremplin à de nombreux mouvements chrétiens comme le punk, en partie au label discographique de JPUSA, Grrr Records. Crashdog est l'un des groupes punk caractéristiquement associés au JPUSA. Dans les années 1980, la plupart des groupes joue à la Calvary Chapel dans le comté d'Orange, en Californie. Un groupe populaire de la scène, Undercover, proclame que « Dieu est puissant », avec un mélange d'éléments rockabilly et punk hardcore. D'autres premiers groupes notables de punk chrétien incluent Altar Boys, Nobody Special, The Crucified, Circle of Dust, Under Midnight, Scaterd Few et One Bad Pig.
Dans les années 1990, la scène punk chrétienne underground s'agrandit avec des groupes comme MxPx, Ghoti Hook, Squad Five-O, The Huntingtons, Slick Shoes, Dogwood, Pocket Change, Officer Negative, Blaster the Rocket Man et Headnoise. Au XXIe siècle, le développement du punk chrétien se fait avec des groupes comme Relient K, Hawk Nelson, FM Static, Flatfoot 56, Stellar Kart, et This Providence ou encore 2000 Biotox en France.
Quand on parle de punk chrétien, non seulement ce mouvement se produit aux États-Unis, mais il est également né en Amérique latine dans les années 90 et 00. Plusieurs groupes représentatifs du genre sont nés. Dans lequel se manifestent des idéologies anarchiques ou des socialistes mêlés au christianisme. Il existe des groupes punk chrétiens antireligieux et antigouvernementaux avec des chansons axées sur le social, comme: Siervos inútiles, Kontrakorriente, Chapulines. Il y en a d'autres comme: La carte postale de mon chien, Güesos charnu ou Dios Kon Noxotrox. qui pensent différemment.

### Pop punk

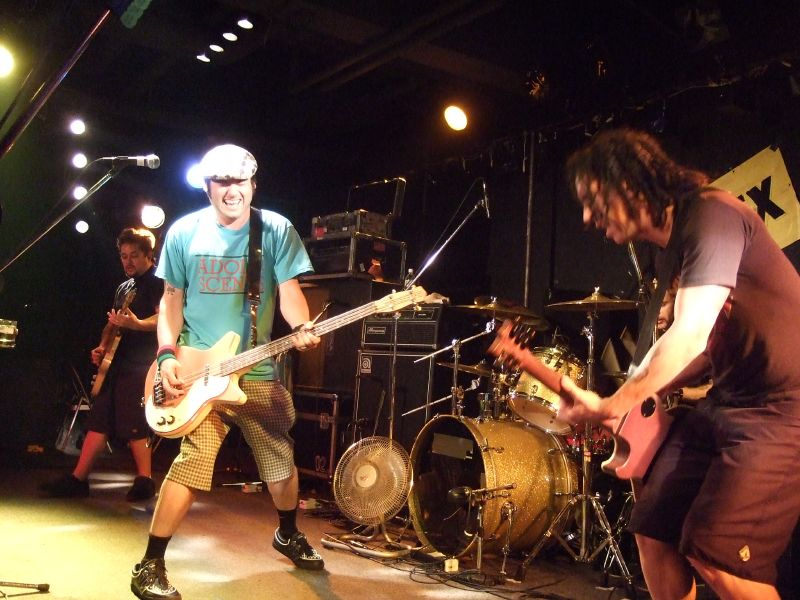
Les groupes de pop punk, comme NOFX, allient l'instrumentation punk rock avec des mélodies propres à la pop.

Influencés par les Beach Boys et la bubblegum pop de la fin des années 1960, ce sont les Ramones qui ont préparé le terrain pour ce qui sera connu sous le nom de pop punk,,,. Vers la fin des années 1970, des groupes britanniques comme les Buzzcocks et les Undertones combinent des mélodies pop avec l'instrumentation du punk rock. Au début des années 1980, quelques-uns des groupes importants de la scène hardcore du Sud de la Californie commencent à prendre une approche plus mélodique. D'après le journaliste musical Ben Myers, Bad Religion « associaient leur son politiquement chargé et énervé avec les harmonies les plus douces », et les Descendents « écrivaient et composaient des chansons inspirées des Beach Boys qui parlaient des filles, de la nourriture, et de la jeunesse ». Epitaph, fondé par Brett Gurewitz de Bad Religion, fut le repère de nombreux groupes de pop punk, dont NOFX. Des groupes qui fusionnent le punk rock avec des mélodies heureuses et optimistes, comme The Queers et Screeching Weasel, commencent alors à apparaître à travers les États-Unis, influençant à leur tour des groupes comme Green Day, qui a reçu une grande popularité de la part du grand public et des ventes de disques importantes. Des groupes comme The Vandals et Guttermouth ont développé un style en mélangeant des mélodies pop avec des paroles humoristiques et offensives. Le pop punk grand public des groupes plus récents, comme Blink-182, le groupe californien icône de l'immaturité et du "fun" est critiqué par de nombreux dévoués du punk ; dans les mots de Christine Di Bella, « C'est du punk rock ramené à son point le plus accessible, un point qui reflète à peine son héritage, mis à part dans ses structures à trois accords ».

### Autres fusions et approches

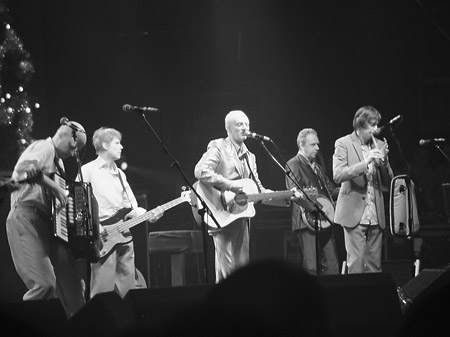
The Pogues, qui fut un groupe pionnier du punk celtique, a été produit par Elvis Costello et Joe Strummer ; ce dernier deviendra d'ailleurs guitariste rythmique du groupe lors des concerts en 1991.

À partir de 1977, le punk rock croise les chemins de plusieurs autres genres musicaux populaires. Les groupes de punk rock de Los Angeles préparent le terrain pour une grande variété de styles : The Flesh Eaters avec le death rock ; The Plugz avec le chicano punk ; et The Gun Club avec le punk blues. Les groupes The Meteors, qui sont issus du sud de Londres, et The Cramps, qui déménagent de New York à Los Angeles en 1980, ont tous deux été pionniers du psychobilly. Social Distortion, du sud de la Californie, aide à développer la scène punkabilly. À Milwaukee, au Wisconsin, Violent Femmes lance le style punk folk, tandis que The Pogues, de l'autre côté de l'Atlantique, en Irlande, influence de nombreux groupes de punk celtique. Le groupe The Mekons, originaire de Leeds, combine le punk rock avec la country, influençant de cette manière le mouvement de la country alternative. Aux États-Unis, des variétés de cowpunk jouées par Jason and the Scorchers ainsi que par les Meat Puppets ont un effet similaire.
D'autres groupes prennent le punk rock et le dirigent vers de nouvelles directions. Le groupe new-yorkais Suicide, qui a joué avec les New York Dolls au Mercer Arts Center, les groupes The Screamers et Nervous Gender (tous deux de Los Angeles), et le groupe allemand Deutsch-Amerikanische Freundschaft sont les pionniers du synthpunk. Le groupe Big Black, de Chicago, a une influence majeure sur le noise rock, le math rock, et le rock industriel. Des groupes de garage punk venant de divers pays tels que Thee Mighty Caesars de Medway, Dwarves de Chicago, et Exploding White Mice d'Adélaïde jouent une version du punk rock proche de ses racines dans le garage rock des années 1960,.

## Postérité

### Rock alternatif

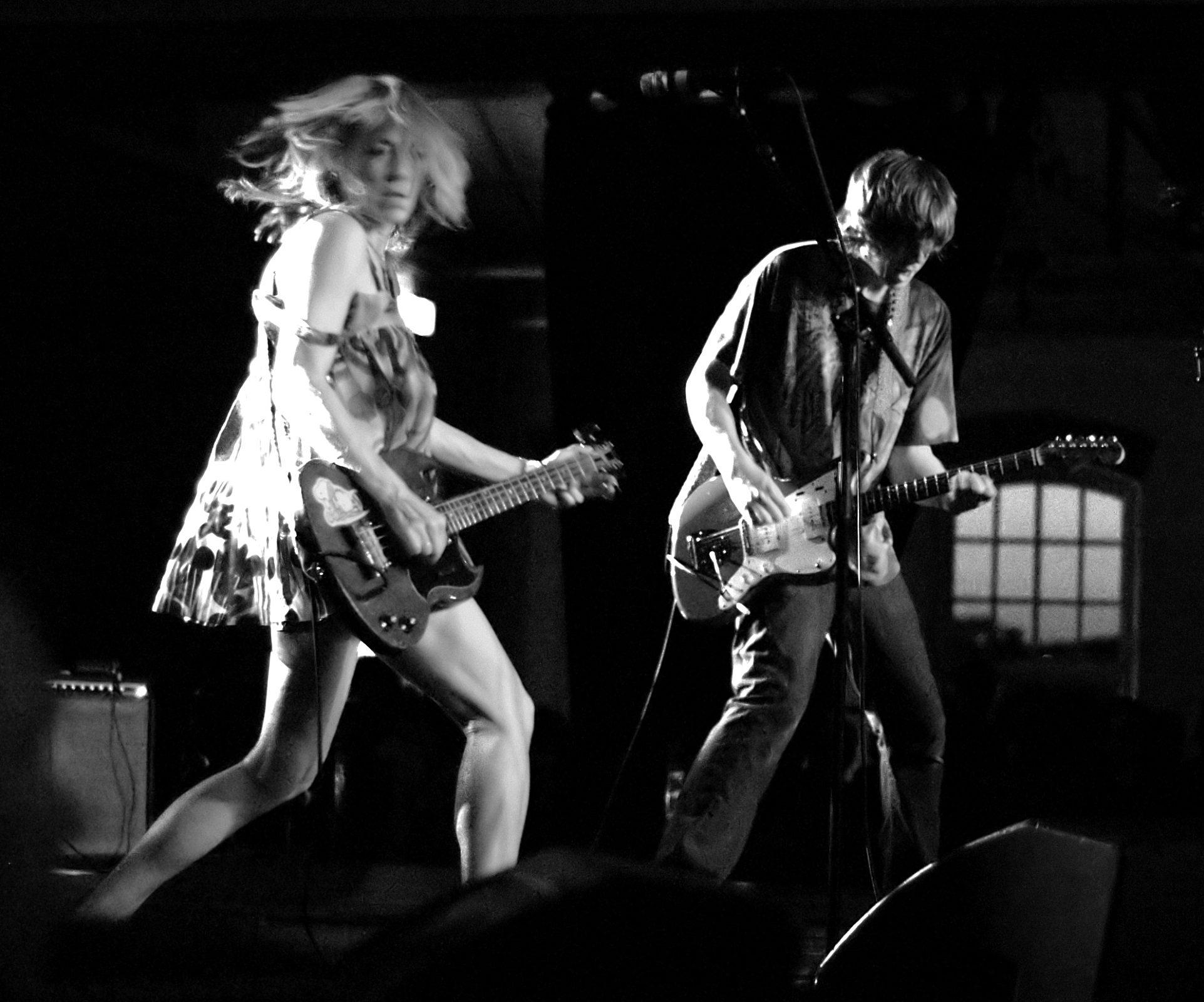
Ayant pour influences des artistes comme The Velvet Underground, Minor Threat, ou les Stooges, Sonic Youth est un groupe de rock alternatif à succès..

Le mouvement punk rock underground inspire de nombreux groupes qui ont soit évolué à partir d'un son punk rock, soit fusionné sa musicalité et son esprit avec ceux de styles musicaux bien différents. La première explosion du punk a également eu un effet à long terme sur l'industrie du disque, encourageant la croissance du secteur indépendant.
Au début des années 1980, des groupes britanniques comme New Order ou The Cure, qui rôdent entre post-punk et new wave, développent à la fois de nouveaux styles musicaux et un secteur distinct dans l'industrie musicale. Malgré le fait qu'ils aient eu du succès pendant une durée relativement longue, ils gardent une identité underground et sous-culturelle.
Aux États-Unis, des développements parallèles commencent à faire surface, bien qu'ils aient eu moins d'impact sur les hit-parades. Des groupes grandement appréciés mais n'ayant toujours pas sorti de chanson à succès, comme Hüsker Dü de Minneapolis et son groupe protégé, The Replacements, trouvent un compromis entre les styles de punk rock et d'autres styles comme le college rock qui n'est pas encore apprécié du grand public à l'époque.

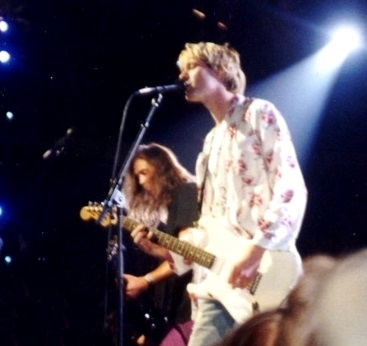
En tant que l'icône du grunge, Kurt Cobain eut une influence sur le monde de la musique comparée à celle de Jimi Hendrix ou de Jim Morrison.

En 1985, une édition de Rolling Stone consacrée à la scène de Minneapolis et aux groupes de hardcore californiens comme Black Flag ou Minutemen déclare : « Le punk de base est du passé. Les meilleurs punk rockers américains sont passés à autre chose. Ils apprennent à jouer de leurs instruments. Ils ont découvert la mélodie, les solos de guitare, et des paroles qui sont plus que des slogans politiques criés. Quelques-uns ont même découvert Grateful Dead. »
Vers la fin des années 1980, certains de ces groupes sont étiquetés « rock alternatif » dans les médias américains, le terme équivalent au Royaume-Uni étant « indie ». Il s'agit d'une catégorie vaste, incluant des groupes comme R.E.M. et XTC dont la musique ressemble peu au punk rock. Le terme « rock alternatif » est utilisé pour décrire des styles aussi divers que le rock gothique britannique et le rock plus expérimental de Dinosaur Jr. et Throwing Muses.
Tandis que des groupes alternatifs américains, comme Sonic Youth, qui s'inspirent de la scène no wave, ou Pixies, commencent à rassembler de plus grands publics, des majors du disque misent leur argent sur ce marché underground qui est soutenu par le punk hardcore pendant des années.
En 1991, Nirvana émerge depuis la scène grunge de l'État de Washington, ayant eu un énorme succès commercial avec son second album, anglais : Nevermind. Les membres du groupe citent le punk rock comme ayant une influence-clé dans leur style. « Le punk, c'est la liberté musicale », écrit le chanteur et guitariste Kurt Cobain. « C'est dire, faire, et jouer ce que tu veux ». La popularité répandue de Nirvana et d'autres groupes influencés par le punk rock comme Pearl Jam et les Red Hot Chili Peppers alimentent le boom du rock alternatif du début et du milieu des années 1990. Le changement dans les goûts musicaux du grand public qui en résulte est chroniqué dans le film 1991: The Year Punk Broke, où apparaissent les groupes Nirvana, Dinosaur Jr, et Sonic Youth.

### Emo

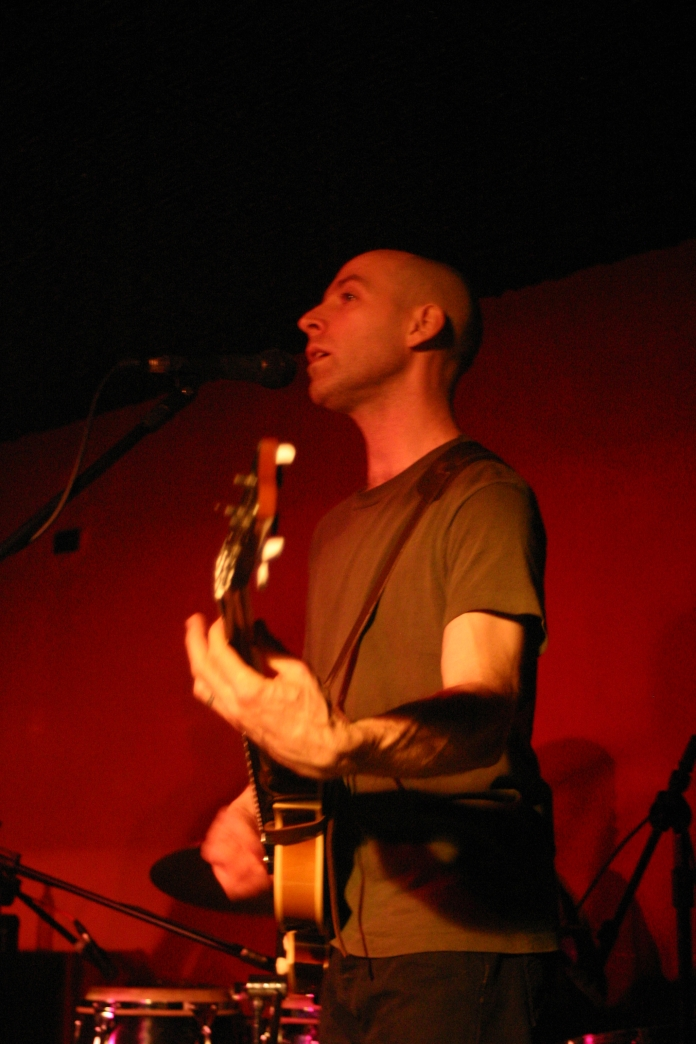
Joe Lally du groupe Fugazi, qui eut une importance particulière dans le développement de l'emo.

Dans son incarnation originale, au milieu des années 1980, l'emo est un style de punk moins restrictif développé par des participants de la scène de Washington, D.C. et ses environs. Le style est au départ connu sous le nom d'« emocore », une abréviation de « emotional hardcore », signifiant littéralement en français « hardcore émotionnel ». Parmi la première vague d'emo figurent les groupes Rites of Spring, Embrace, ou encore One Last Wish. Le terme vient de la tendance extrêmement émotive revendiquée par les Emo, une manière de s'opposer aux gens passif et aux cœurs soi-disant endurcis. Fugazi, formé d'anciens membres d'Embrace, inspire une seconde vague, beaucoup plus répandue, de groupes d'emo au milieu des années 1990. Des groupes comme Antioch Arrow générèrent de nouveaux sous-genres plus intenses comme le screamo, tandis que d'autres développent un style plus mélodique proche du rock indépendant. Des groupes comme Sunny Day Real Estate et Jimmy Eat World se démarquent de l'underground, attirant l'attention du grand public. Au tournant du siècle, l'emo s'est bel et bien démarqué de la scène hardcore auquel il était auparavant apparenté, tant que certains déclarent que des groupes récents d'emo comme Panic! at the Disco et Fall Out Boy ne sont même pas des groupes de punk rock.

### Queercore et riot grrrl

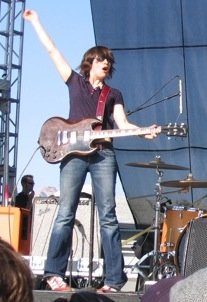
Carrie Brownstein jouant avec Sleater-Kinney en 2005.

Dans les années 1990, le mouvement queercore se développe autour de plusieurs groupes de punk rock ayant des membres homosexuels, qu'ils soient femmes ou hommes, comme Fifth Column, God Is My Co-Pilot, Pansy Division, Team Dresch, et Sister George. Inspirés par les musiciens de punk rock ouvertement homosexuels de la génération précédente, les groupes de queercore adoptent un son propre à divers genres de punk rock et de rock alternatif. Les paroles des chansons traitent souvent les thèmes du préjudice, de l'identité sexuelle, et des libertés individuelles. Le mouvement continue à se répandre dans le XXIe siècle, soutenu par des festivals comme Queeruption.
En 1991, un concert de groupes entièrement composés de femmes à la International Pop Underground Convention à Olympia, dans l'État de Washington, annonce le phénomène émergeant qu'était le riot grrrl. Appelé Love Rock Revolution Girl Style Now, le concert recense des groupes comme Bikini Kill, Bratmobile, Heavens to Betsy, L7, et Mecca Normal. Ce mouvement de punk rock féministe est caractérisé par des paroles traitant de la discrimination sexuelle, du viol, et d'autres sujets en rapport à la place de la femme dans la société contemporaine. Corin Tucker et Carrie Brownstein, de Heavens to Betsy et Excuse 17, respectivement, deux groupes actifs dans les scènes queercore et riot grrrl, cofondent le groupe Sleater-Kinney en 1994. La chanteuse de Bikini Kill, Kathleen Hanna, la figure iconique du riot grrrl, forme le groupe d'art rock Le Tigre en 1998.

## Renouveau

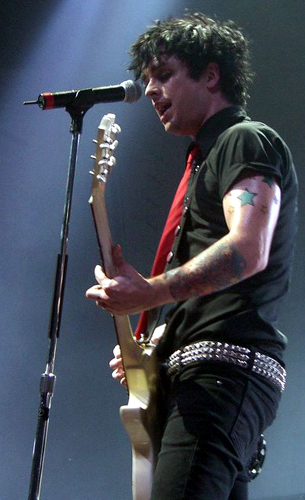
Billie Joe Armstrong, du groupe de pop punk Green Day. Leur album American Idiot, qui se vend à plus de quinze millions d'exemplaires à travers le monde, est plusieurs fois critiqué comme étant « trop commercial »,

Aux côtés de Nirvana, de nombreux groupes de rock alternatif des années 1990 reconnaissent l'influence des premiers groupes de punk rock. Avec le succès de Nirvana, les majors voient les groupes de punk rock comme étant de nouveau des artistes à profit. En 1993, les groupes californiens Green Day et Bad Religion signent des contrats avec des majors. L'année suivante, Green Day enregistre et sort Dookie, qui devient un grand hit, se vendant à plus de huit millions d'exemplaires en un peu plus de deux ans. L'album Stranger than Fiction de Bad Religion est quant à lui disque d'or. D'autres groupes de punk rock californiens du label Epitaph, dirigés par le guitariste de Bad Religion Brett Gurewitz commencent eux aussi à recevoir l'attention du grand public. En 1994, Epitaph distribue Let's Go de Rancid, Punk in Drublic de NOFX, et Smash des Offspring, qui ont tous eu au minimum un disque d'or. Smash se vend à plus de onze millions de copies, devenant l'une des meilleures ventes d'albums sur un label indépendant. MTV ainsi que les stations de radio comme KROQ-FM jouent un rôle majeur dans le succès de ces groupes, bien que NOFX refuse de laisser MTV diffuser ses clips. Green Day et le succès de Dookie préparent le terrain pour de nombreux groupes de pop punk d'Amérique du Nord pour la décennie suivante.
Suivant l'exemple des Mighty Mighty Bosstones et des groupes californiens Operation Ivy, de Berkeley, et Sublime, de Long Beach, le ska punk devient grandement populaire au milieu des années 1990. Les premiers groupes de 2 tone ont émergé pendant la seconde vague de punk rock, mais leur musique avait une bien plus forte influence jamaïcaine. Des groupes de ska de la troisième vague de ska créent une fusion avec le punk et le hardcore. …And Out Come the Wolves, l'album de Rancid sorti en 1995 devient le premier disque de ce renouveau ska à être disque d'or. L'album homonyme de Sublime est quant à lui disque de platine en 1997.
En 1998, le renouveau du punk rock est déjà bien installé, mais ne le serait plus pour longtemps. Le troisième album du groupe de pop punk Blink-182, Enema of the State, atteint le top 10 du Billboard et se vend à plus de 4 millions d'exemplaires en moins d'un an. En 1999, un nouveau groupe de punk rock apparaît, nommée Rise Against et dirigé par Tim McIlrath dans le style Straight edge. De nouveaux groupes de pop punk comme Sum 41, Simple Plan, Yellowcard, et Good Charlotte ont plusieurs albums à succès dans les années 2000. En 2004, l'album de Green Day American Idiot est numéro un sur les classements américains et britanniques. Jimmy Eat World, qui a présenté son emo à la manière du pop punk des stations de radio, a deux albums dans le top 10 des classements ; en 2004 et en 2007. Dans un style similaire, Fall Out Boy atteint la première place des classements avec Infinity on High en 2007, qui est plus tard un disque de platine.
Avec la renaissance de la visibilité du punk viennent des craintes de la part de nombreux participants de la communauté punk qui pensent que la musique est corrompue par le grand public ou le succès commercial. Ces participants annoncent qu'en signant un contrat avec un major du disque et en apparaissant sur MTV, des groupes de punk rock comme Green Day prennent part dans un système que le mouvement punk avait pour but de combattre. Ces controverses font partie de la culture punk depuis 1977, quand The Clash sont accusés d'être devenus trop commerciaux en signant un contrat avec Columbia Records. Dans les mots du spécialiste Ross Haenfler, de nombreux fans de punk rock « détestent le punk rock commercial, exemplifié par des groupes comme Sum 41 et Blink-182 ». Dans les années 1990, le punk rock est tellement incrusté dans la culture occidentale que des stéréotypes sont utilisés pour donner une image « rebelle » à des groupes commerciaux. Des responsables marketing se sont servis du style et de la popularité du punk rock dans des publicités, comme pour celle de la Subaru Impreza, en 1993, où il est dit que la voiture est « comme du punk rock ». Bien que les groupes commerciaux du grand public ont utilisé plusieurs éléments du punk rock, il existe toujours de nombreuses scènes underground autour du monde. On notera l'influence des labels indépendants toujours actifs en 2019 tels que Fat Wreck Chords, Hellcat Records ou encore Guerilla Asso en France.